# Gallus gallus domesticus
«  Coquelet » redirige ici. Pour l’article homophone, voir Coqueley.
Pour les articles homonymes, voir Gallus et Gallus gallus.
Sous-espèce
Gallus gallus domesticus, la Poule domestique (femelle) et le coq domestique (mâle), est une sous-espèce de Gallus gallus, une espèce de la famille des Phasianidés (ordre des Galliformes). Cet oiseau, principalement issu de la domestication du Coq doré sauvage, est élevé à la fois pour sa chair, pour ses œufs, pour le combat, pour le chant, parfois pour ses plumes et plus rarement encore pour sa crête ou pour des utilisations rituelles. De nombreuses races issues de la sélection opérée par les paysans au fil des siècles ont disparu. Il s'agit de l'espèce d'oiseaux dont la population est la plus importante sur Terre.

## Noms désignant les représentants de l'espèce

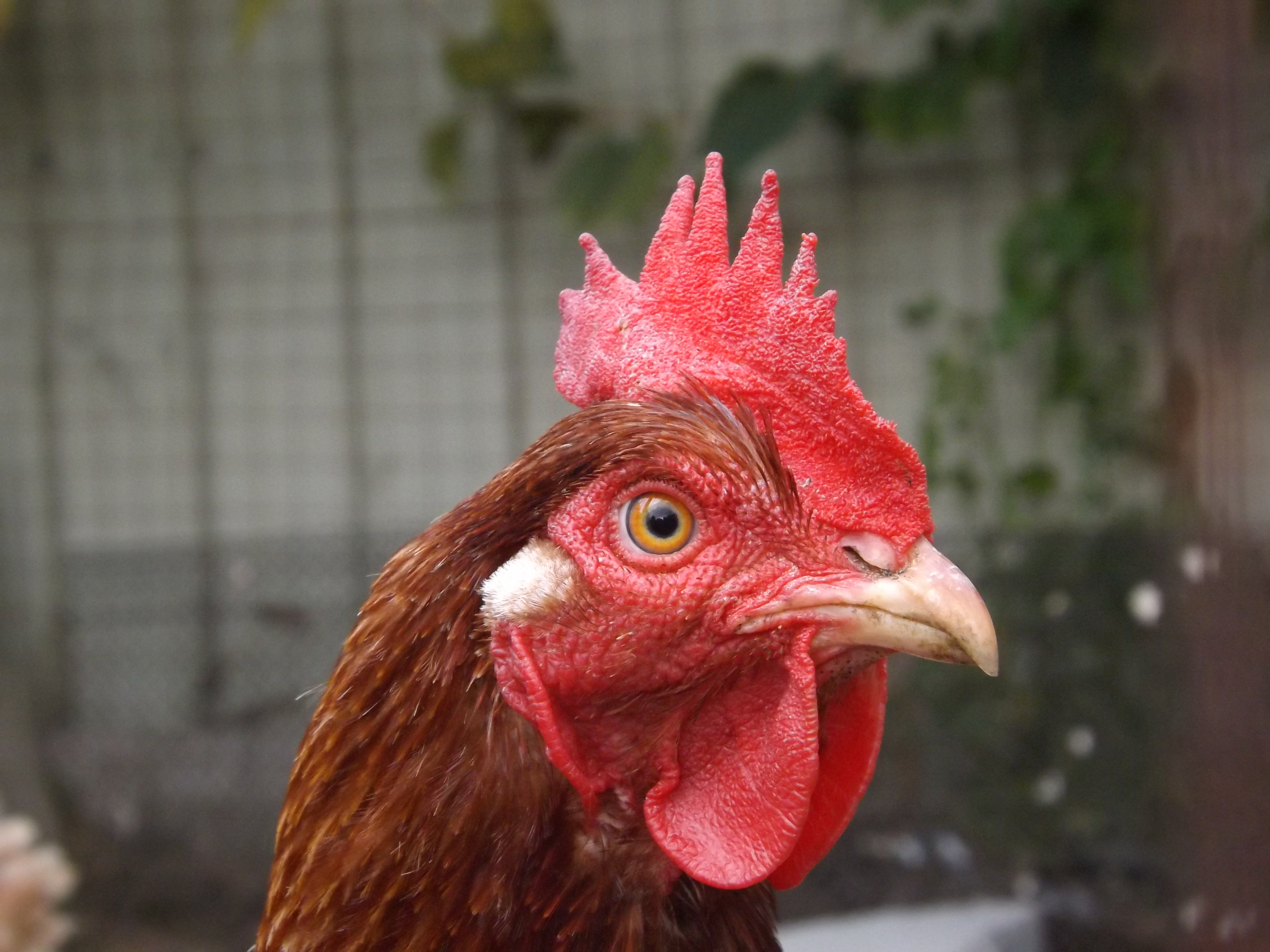
Détail de la tête d'une poule.

Le mâle de la poule est le coq. À la naissance le jeune oiseau de l'espèce, mâle ou femelle, est appelé poussin les premiers jours, puis poulet après quelques semaines avant d’atteindre la maturité sexuelle (mâle et femelle sont encore d’apparence similaire). Un jeune coq est appelé coquelet. Un chapon est un jeune coq châtré et engraissé pour que sa chair soit plus tendre. Il est destiné à la consommation. Une poularde est une jeune poule que l’on a engraissée dans le but de la manger.
En France métropolitaine, il arrive encore d'entendre les termes anciens geline (et ses variantes selon les régions : galine, galinette) pour la femelle et jal (au pluriel : jaux ; variante : gal et gaux) pour le mâle.

## Répartition
Cette sous-espèce, bien que d'origine tropicale, a une répartition géographique très large, due à l'action des humains. Elle s'adapte à une multitude de milieux, si l'on excepte les hautes latitudes, au-delà du cercle polaire, où les jours sont trop courts en hiver.

## Biologie

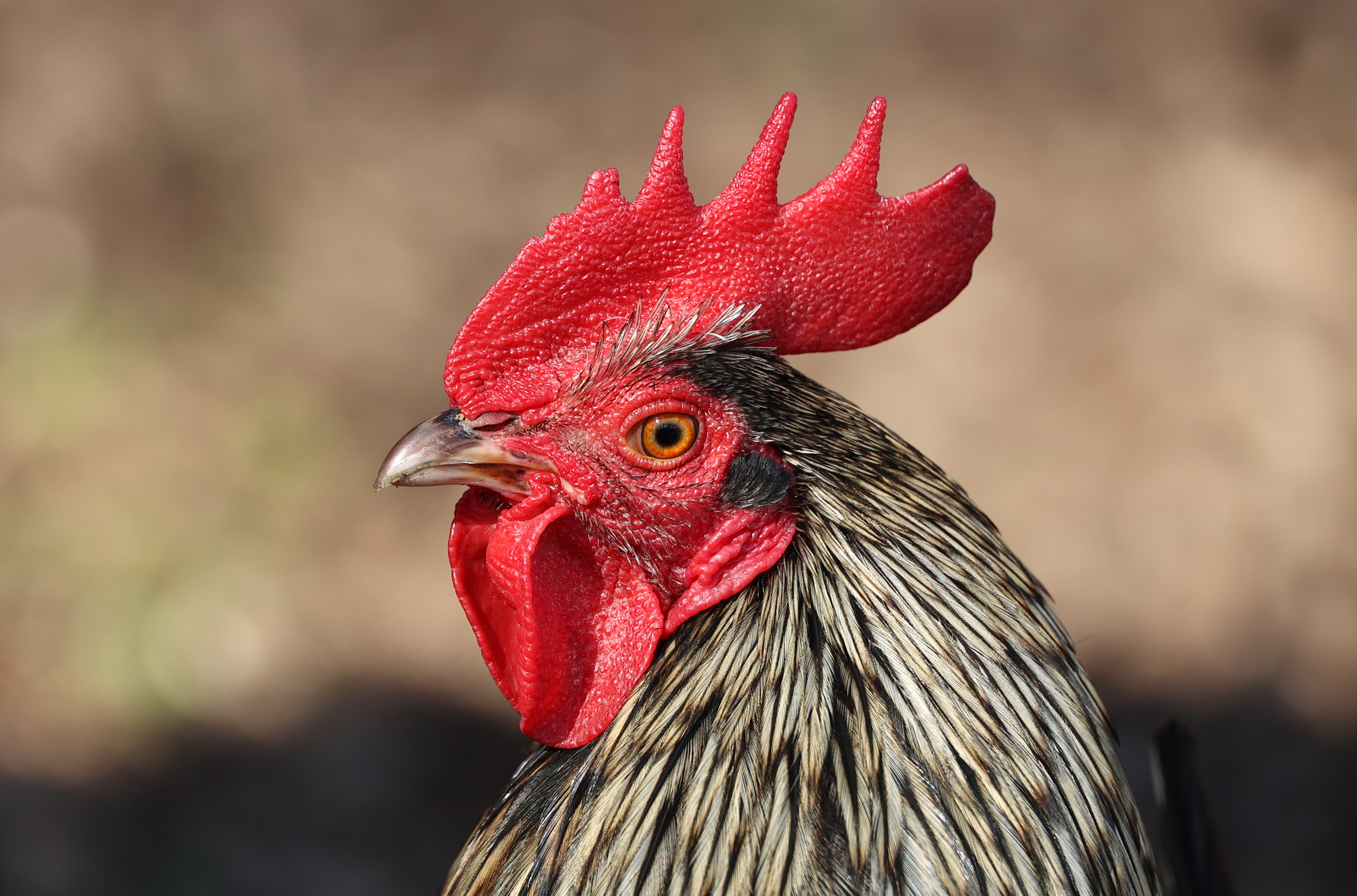
Portrait d'un gallus gallus domesticus, dans l'ouest de la France (mars 2021).

La poule est un animal terrestre et nidifuge.
C'est un animal adapté à la course, trois doigts posés au sol, et volant peu.

### Dimorphisme sexuel

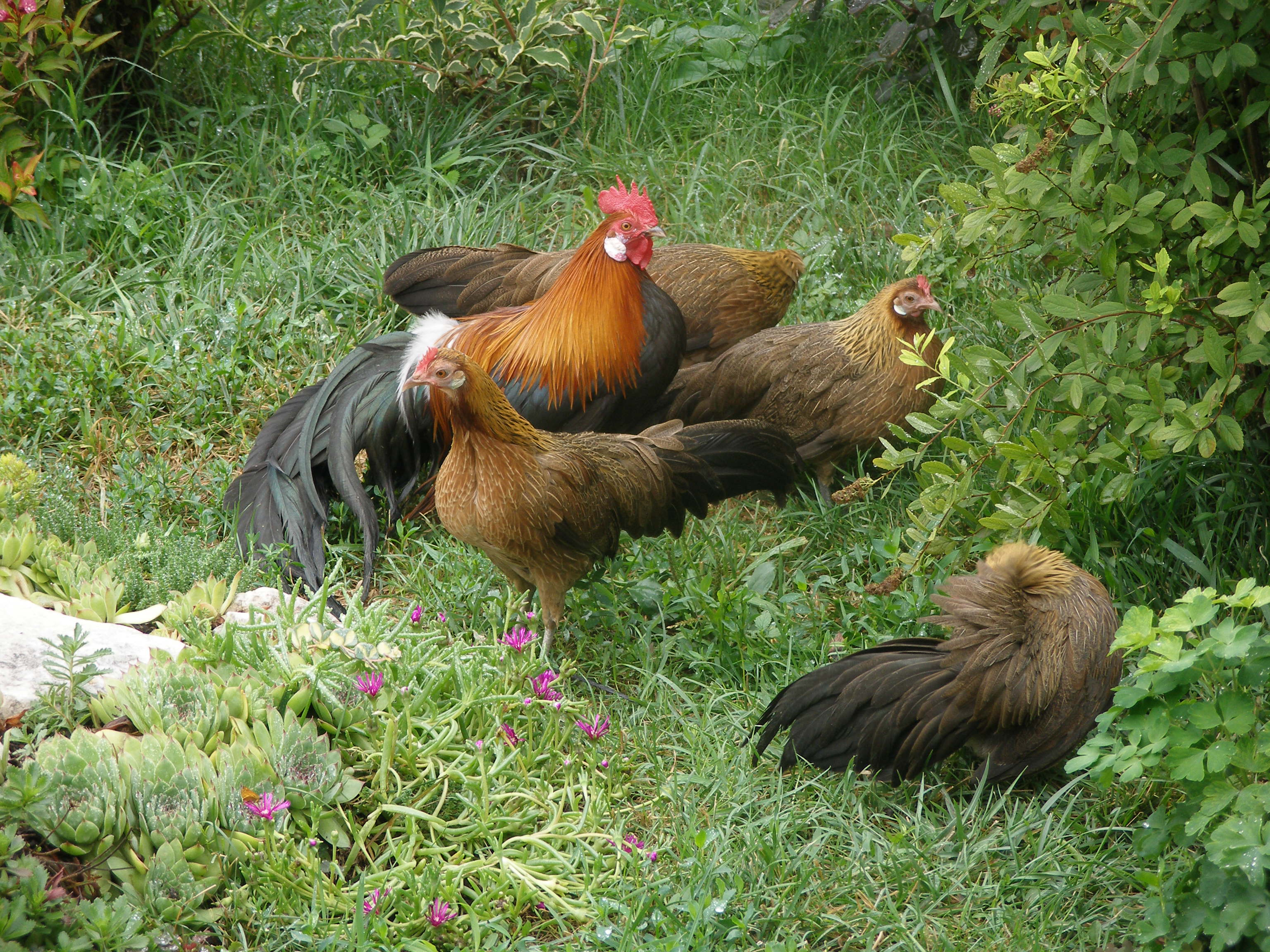
Coq Phoenix doré avec ses poules.

Le coq se distingue de la poule par sa taille plus importante, par une crête rouge vif sur la tête et ses barbillons plus développés, par ses ergots, par les coloris plus éclatants de son plumage et par sa queue en panache de plumes. Il se distingue aussi par son cri, le « cocorico » qu'il commence à pousser vers l'âge de quinze semaines (quatre mois) bien avant sa maturité sexuelle qui débute vers vingt-cinq semaines (six mois) avant d'être pleinement efficace vers 37 semaines (neuf mois). La fertilité du coq décline assez rapidement puisque le coq n'est pleinement fertile que de neuf à quinze mois.
Le coq tient un rôle spécifique dans le troupeau. Lorsqu'il trouve un point d'alimentation intéressant (vers, larves, insectes), il le signale aux poules et les laisse manger sa trouvaille. Lorsqu'un prédateur s'approche ou qu'un rapace survole le troupeau, il donne l'alerte en poussant un grondement particulier. Dès qu'elles l'entendent, toutes les poules se mettent à l'abri sous un arbre ou un buisson. En cas d'attaque, le coq est celui qui fera face aux prédateurs. Il se sacrifie souvent pour donner le temps aux poules de s'enfuir.
La combativité naturelle des coqs est mise à profit pour organiser des combats. Cette tradition fut très vivace dans le Nord de la France, où elle peut encore être observée, et en Belgique, où elle est désormais interdite. Elle perdure également dans le sud-est asiatique, en Amérique du Sud et centrale, ainsi qu'aux Antilles ou en Océanie.
À la suite de dérèglements hormonaux, une poule ménopausée peut prendre partiellement les caractères sexuels secondaires du coq.

### Organisation sociale

#### Hiérarchie
Dans une basse-cour, les poules sont clairement rangées par ordre de priorité pour la nourriture, les perchoirs, les partenaires sexuels ; généralement, la hiérarchie de dominance est linéaire : elle comporte un animal A qui domine tous les autres, un animal B qui les domine tous sauf l'animal A, etc. De la même manière, une hiérarchie de dominance règne au sein des coqs.
Les poules sont dotées d'une intelligence assez développée. Par exemple, elles sont capables de reconnaître individuellement chacune des poules du poulailler, même sur photographie.
Elles sont également dotées d'empathie. Une étude britannique en 2011 montre que les poules sont sensibles aux souffrances de leurs semblables (augmentation de leur rythme cardiaque et de leurs gloussements lorsqu'elles sont en présence de leurs poussins dont les plumes sont ébouriffées par des souffles d'air),.

#### Communication
La poule cagnette, caquette (quand elle pond), claquette, cloque (quand elle parle à ses poussins dans l'œuf), clousse (quand elle couve), crételle, glousse (quand elle converse avec ses congénères). Il lui arrive même, rarement, de chanter comme un coq. Son répertoire comporte autour de 24 cris différents, associés à des événements particuliers (différents types de menace, présence de nourriture, etc.).
Le poussin pépie, piaille, piaule. Son cri est appelé le pépiement.
Le coq se distingue aussi par son cri, le « cocorico » dont la transcription phonétique varie selon les langues (cock a doodle do en anglais, quiquiriqui en espagnol, kokeriko en espéranto, kukeleku en néerlandais, etc.). Le chant du coq est inné, il n'est pas appris. Des concours de chant de coq sont organisés. Le « cocorico » est aussi un des symboles du patriotisme français, le coq gaulois étant l'emblème du pays.

### Alimentation

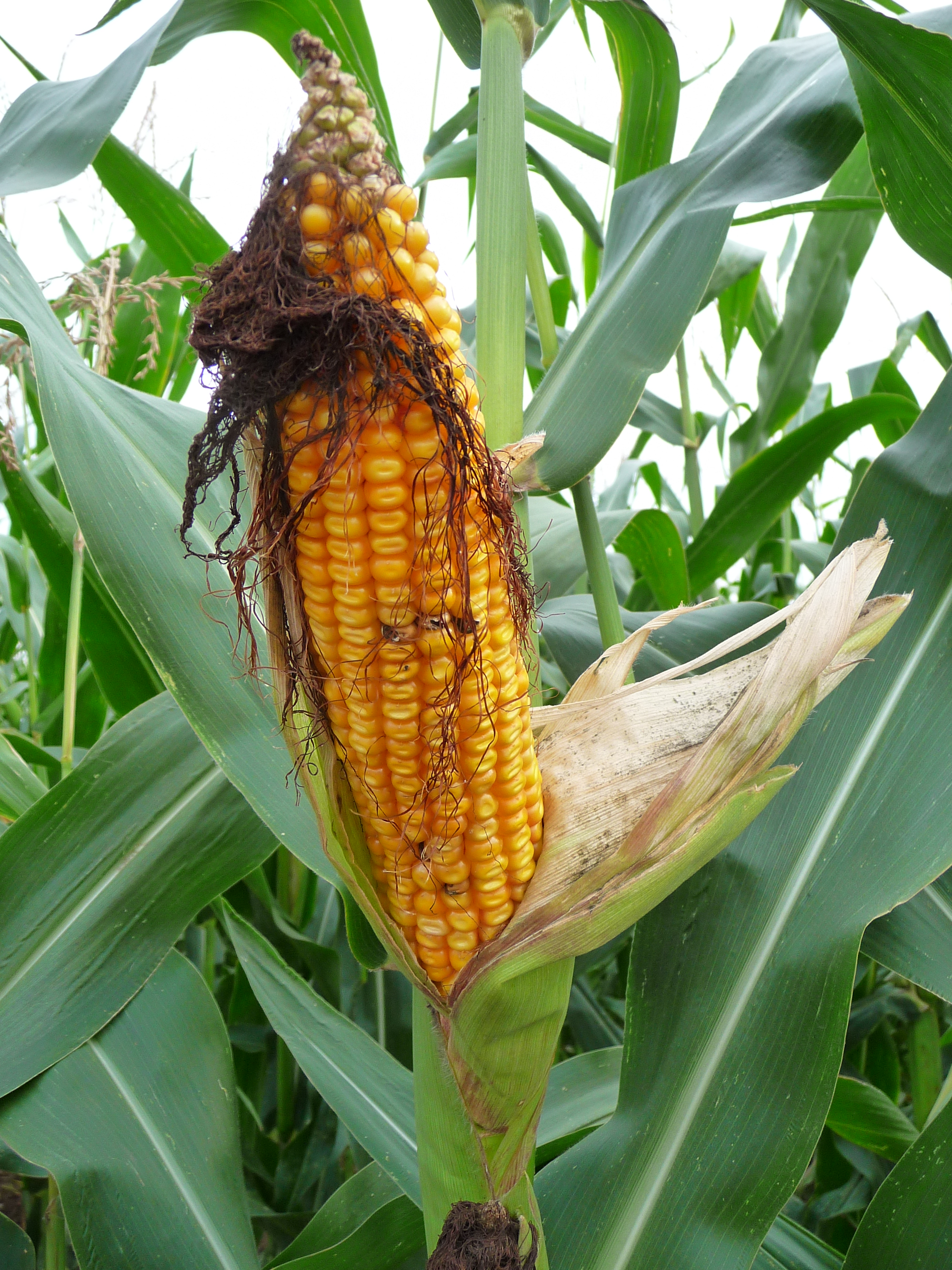
Le maïs est un aliment de base pour engraisser les poulets de chair.

Si on la laisse en plein air, une poule passe la majeure partie de son temps à déambuler dans l'espace enherbé qu'on met à sa disposition. Elle picore quelques végétaux mais passe surtout beaucoup de temps à gratter le sol à la recherche d'invertébrés, d'insectes ou autres petits animaux (vers, fourmis, amphibiens, lézards, petits rongeurs, etc.) qui lui apportent les protéines dont elle a besoin. La poule est donc une solution idéale pour retourner régulièrement un tas de compost ou de fumier.
Si elle n'a pas accès à un lieu enherbé, une poule pondeuse adulte mange entre 100 et 150 grammes de provende par jour soit environ 45 kg/an, en sachant qu'elle mange plus en hiver qu'en été pour résister au froid, et que les besoins augmentent aussi pendant la période de mue. Lorsque les poules mangent moins à cause de la chaleur, il est conseillé de leur donner des aliments plus concentrés pour qu'elles aient un apport suffisant en éléments nutritifs malgré la diminution de leur consommation.
Idéalement, cette volaille doit avoir libre accès à la nourriture et à l'eau pour pouvoir en consommer à volonté. En général, elle se contente de la quantité nécessaire à la satisfaction de ses besoins nutritifs. À défaut, deux repas par jour sont recommandés.
L'oiseau est omnivore. Son alimentation varie selon qu'il s'agit d'un poulet en croissance (plus de protéines), d'une poule pondeuse industrielle (plus de calcaire) ou d'un reproducteur mais elle se compose généralement de :
- 65 % de glucides provenant de céréales en grains. Idéalement du blé mais sont aussi possibles : millet (jusqu’à 45 %), son de blé, riz, orge (jusqu’à 15 %), seigle, avoine (jusqu’à 10 %, l'avoine favorise la couvaison), maïs pour l'engraissement (mais à éviter pour les pondeuses). Toutes ces graines peuvent être germées pour améliorer leurs qualités nutritives. Dans le poulailler familial ou fermier, les restes de pain sec (ou trempé dans l'eau pour en faire une pâtée) peuvent remplacer une part du grain distribué. Il est à noter que les graines de sorgho ont des propriétés anti-nutritionnelles: les tanins qu’elles renferment inhibent la ponte des poules pondeuses. Dès que l’on dépasse 2 % de sorgho dans l’alimentation des poules pondeuses, le taux de ponte journalier chute ;
- 16 à 20 % de protéines pouvant provenir de protéagineux : tourteaux de soja (jusqu’à 30 %), pois, lupin (jusqu’à 10 %), lentilles. Les céréales contiennent déjà 10 à 15 % de protéines mais, si on ne fournit pas d'aliments plus riches en protéines, la poule va surconsommer les céréales pour atteindre sa ration de protéines (et donc consommer trop de sucre). Les protéines contiennent des acides aminés essentiels (méthionine, lysine, carnitine, cystine) qu'il est important d'apporter par la nourriture car la poule ne peut les fabriquer[7] Pour les poules en liberté, les protéines peuvent être apportées par la consommation d'insectes et d'invertébrés du sol : vers, limaces, escargots ;
- 10 % de lipides grâce à des oléagineux : lin, tournesol (jusqu’à 10 %). Les lipides permettent notamment de combattre le froid ; le colza est aussi utilisable mais il peut donner une odeur de poisson aux œufs avec certaines souches de poules[8] ;
- divers minéraux (calcium, phosphore, sodium, potassium, soufre) et oligo-éléments (fer, iode, cuivre, vitamines) :
  - le calcium qui a une grande importance dans le processus de fabrication de la coquille des œufs (environ 4 grammes de calcium par jour est nécessaire pour la formation de la coquille). Il peut être ajouté sous forme de pierre de chaux, de produits transformés comme le phosphate bicalcique, de coquilles d’huîtres ou autres mollusques. On peut aussi utiliser des coquilles d’œufs à condition de les piler finement puis les mélanger au blé ou au maïs pour éviter que les poules ne prennent l'habitude de manger leurs œufs. Les volailles en croissance ont besoin de 0,9 % de calcium dans leur aliment alors que les poules en ponte ont besoin de 3 à 4 % de calcium,
  - l'excès de sel est dangereux pour les volailles. L'alimentation de la poule doit être composée d'environ 0,15 % de sodium soit 0,5 % de sel[9]. Il faut donc veiller à ne pas leur donner trop de restes de fromages, charcuteries et autres aliments salés tel que le pain qui contient généralement 2 % de sel (donc ne pas dépasser 30 g de pain par jour et par poule).

Les minéraux peuvent être fournis de façon précise sous forme de granulés disponibles dans le commerce ou sous forme plus aléatoire à partir de divers fruits, légumes, feuilles et graines d'herbacées tels que :
- sarrasin, oseille, navets, salades, choux, épinards, orties, topinambours, betterave, pomme de terre, sarclages des jardins ;
- petits cailloux (grit) qui servent au broyage des aliments dans le gésier après avoir été imbibé de mucus dans le jabot ;
- et de l'eau propre ;
- pour les poussins et les jeunes poulets, on donne un supplément de phosphore et de calcium sous forme de farine d’os ou de poudre d’os cuite à la vapeur.

L'apport de graines de lin à l'alimentation des poules permet d'augmenter la teneur en oméga 3 des œufs.
L'accès à la végétation d'un parcours permet à la poule d'avoir un fort apport en caroténoïdes (lutéine, zéaxanthine) qui donnent une couleur intense au jaune d’œuf (les capucines, les roses d'Inde, le chou kale et les pissenlits sont les aliments les plus riches en lutéine). Les poules élevées en cage reçoivent une alimentation enrichie en zéaxanthine de synthèse pour avoir un jaune de couleur soutenue.
On peut également préparer des pâtées. Ainsi la poule de Bresse (seule volaille dont l'appellation d'origine est préservée administrativement) est engraissée pendant les deux dernières semaines uniquement de farine de maïs blanc délayé dans du lait et elle est abreuvée au lait et petit lait, ce qui contribue à lui donner une chair blanche.
Les agriculteurs spécialisés (nommés « aviculteurs » par l'administration française) considèrent qu'il faut 4 kg de céréales pour produire 1 kg de poulet.
On trouve dans le commerce des mélanges de grains ou des granulés dont la composition correspond exactement aux besoins des volailles selon leur type (pondeuse, poulet de chair ou poussins). Les mélanges de grains sont appréciés des volailles mais, comme elles peuvent trier, il arrive que certaines graines ne soient pas consommées. Les granulés évitent ce genre de problème mais ils sont parfois boudés par les volailles.

### Vision
Un œil de Gallus gallus domesticus représente près de 10 % de la masse de sa tête. Comparativement, c'est seulement 1% chez l'être humain. L'oiseau perçoit les couleurs : sa rétine, au fond de l’œil, possède 3 types de cônes : rouge, jaune et bleu. De plus, certains cônes de l'œil de la poule lui permettent de percevoir la lumière ultra-violette (UV) qui traverse le couvert nuageux. C'est un avantage pour différencier graines, vers et insectes. Un 5e type de cône dans la rétine sert de détecteur de mouvement, facilitant la recherche de nourriture vivante ou la détection des prédateurs.
Les cônes de différentes tailles et types sont placés de sorte qu’aucun cône ne touche un autre cône du même type : cette disposition rend les yeux de la poule bien plus sensibles à la lumière que l'œil humain mais en revanche, il n'y a pas de bâtonnets permettant une vision de nuit, ce qui en fait un animal exclusivement diurne et c'est pourquoi les poules sont très vulnérables de nuit et doivent s'abriter.
La poule a trois paupières : deux paupières charnues se fermant comme chez l'être humain pendant les phases de sommeil, et une paupière nictitante en dessous, coulissant d'avant en arrière pour nettoyer l’œil des poussières, pollens et autres particules flottantes.
Si l’être humain voit selon un angle de 180° environ, l’angle de vision de Gallus gallus domesticus, dont les yeux sont placés plutôt sur le côté de la tête, couvre 300°, mais seulement 30° permettent une vision en relief vers l'avant. La poule peut utiliser l’œil droit indépendamment du gauche, comme les caméléons. Dans l’œuf, la tête du poussin est placée de telle façon que l’œil droit est placé contre la coquille. Il perçoit ainsi la lumière extérieure qui passe à travers tandis que l’œil gauche est placé contre le corps du poussin et ne perçoit rien. Après l’éclosion, on constate que l’œil gauche et l’œil droit sont spécialisés : le droit, performant dans la vision de près, sert plutôt à trouver la nourriture tandis que le gauche, plus performant en vision de loin, sert plutôt à repérer les prédateurs, et c'est pourquoi ces oiseaux tournent fréquemment la tête pour observer de l'autre œil ce qu'ils viennent d'observer de l'un.

### Reproduction

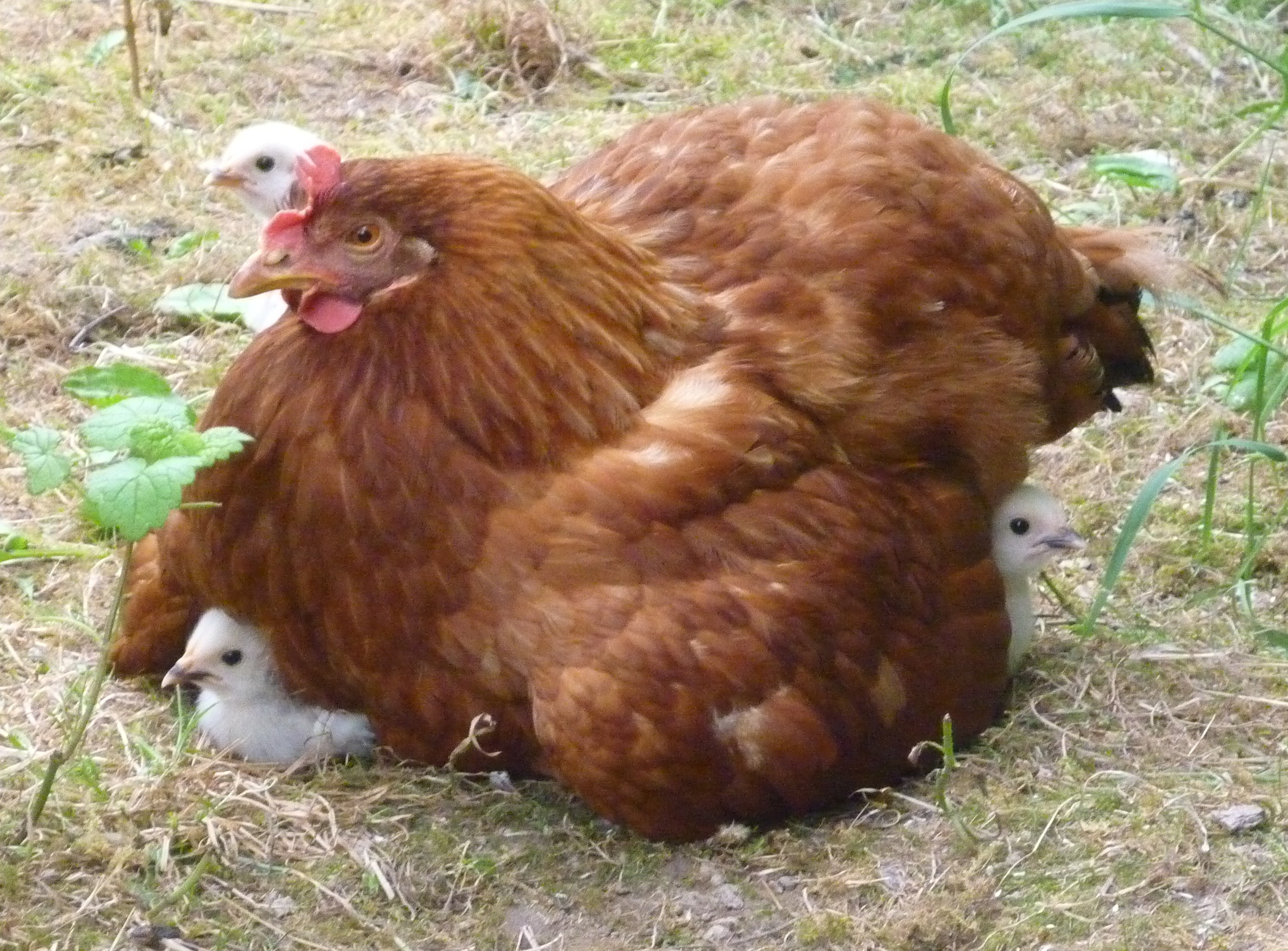
Comme la plupart des gallinacés, la poule protège ses poussins sous ses ailes.

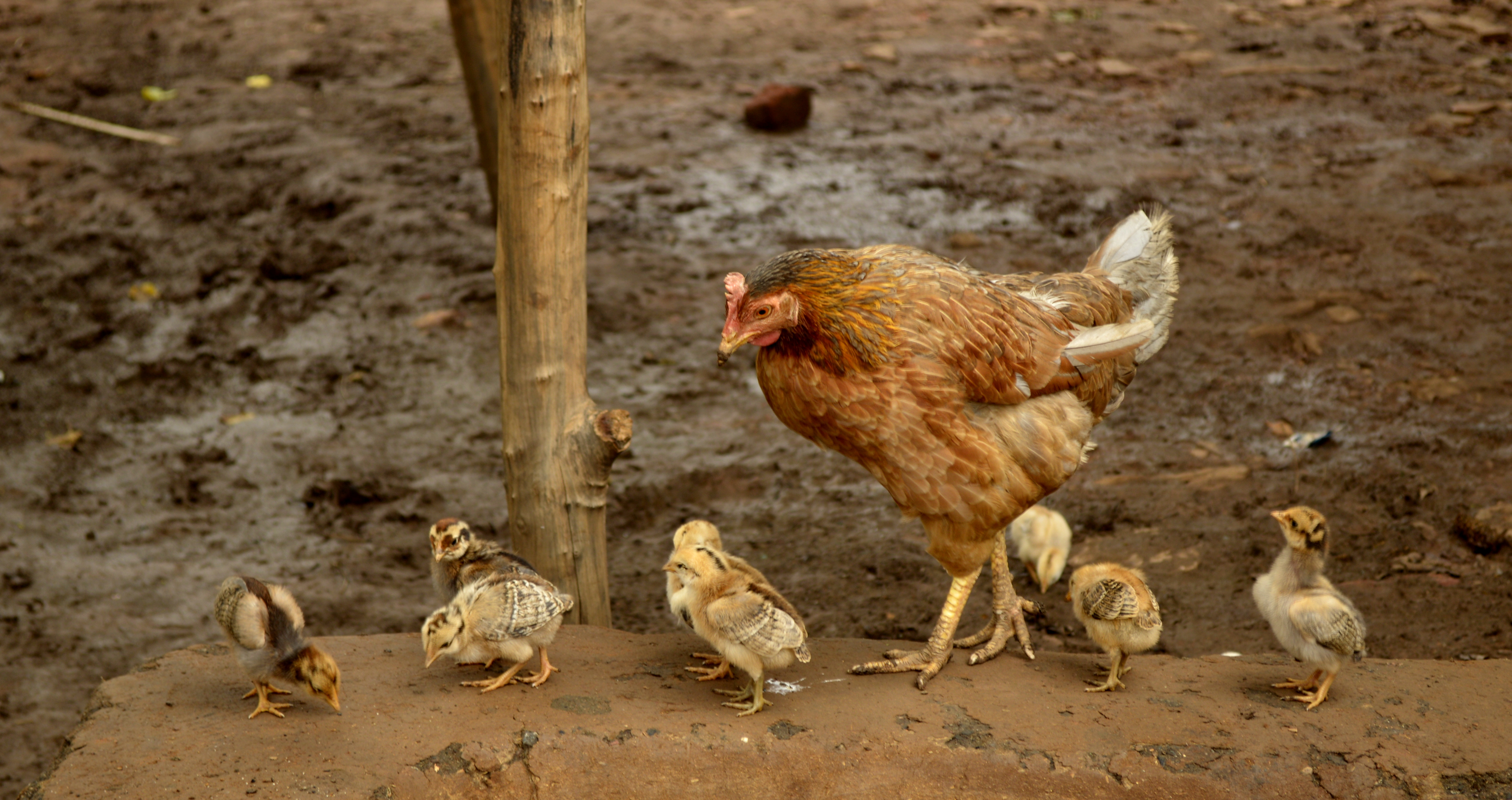
Poule avec ses poussins, Inde.

Poules et coqs sont sexuellement matures à partir de l'âge de cinq à neuf mois selon les races et la quantité de lumière reçue pendant les premiers mois (plus on éclaire de jeunes poules, plus elles seront matures jeunes mais plus la taille de leurs œufs sera réduite).
La pleine maturité des poules et des coqs survient entre huit et quinze mois, ce sont donc des volailles de cet âge qu'il faut utiliser de préférence lorsqu'on cherche à faire de la reproduction. En effet, à partir de seize mois, les coqs sont moins fertiles et les poules pondent des œufs plus gros, plus fragiles et moins nombreux.
La taille et le poids des œufs évoluent avec l'âge de la poule. La poule pond (même en l'absence d'un coq) un œuf par jour ou un tous les deux jours (en moyenne un œuf tous les 26 heures, soit cent à trois cents œufs par an selon les races et l'âge). Ils sont de couleurs variées selon les races de poules pondeuses. Les consommateurs urbains achètent certaines couleurs : œufs roux en Europe, blancs aux États-Unis, par exemple ; cela procède d'un préjugé fortement ancré socialement.
Animal ovipare, les œufs de la poule correspondent à des ovules non fécondés. L'œuf ne peut bien sûr être fécondé que s'il y a présence d'un coq, ce qui permettra de donner naissance aux poussins. En aviculture, il est conseillé pour obtenir un bon résultat de fécondation d'avoir un cheptel équilibré entre mâles et femelles : 
- un coq pour dix poules en races légères ;
- un coq pour huit poules en races moyennes ;
- et un coq pour six poules en races lourdes.

La poule ovule de nouveau quinze à vingt minutes après avoir pondu. On pense souvent que la poule caquette après la ponte pour manifester sa « joie » mais il s'agit en fait d'un appel au coq pour lui préciser que c'est le moment où elle est fécondable (environ trente minutes par jour). En effet, une fois qu'un nouveau jaune est engagé dans l'oviducte, le coq ne coche plus la poule car ses spermatozoïdes seraient rejetés par l’œuf cheminant en sens inverse. De fait, le premier œuf pondu après un coït est fécondé (si le coq produit un sperme de bonne qualité).
Après chaque coït, la poule conserve des spermatozoïdes utilisables sur les œufs qui seront pondus dans les une à trois semaines suivantes mais cela n'empêche pas le coq de la cocher quotidiennement.
L’appareil génital de la poule comprend un ovaire où sont emmagasinés et disposés en grappes un stock initial de quelques milliers de follicules de mêmes dimensions, mais seulement quelques centaines donneront des œufs. 

#### Intensité de ponte
L'intensité de ponte correspond au nombre d’œufs pondus sur une période donnée. Ainsi, si une poule pond neuf œufs en dix jours, elle a une intensité de ponte de 90 % sur cette période. Ce ratio varie en fonction de l'âge de la poule et des saisons avec des séries de ponte sans pause plus longues en été qu'en hiver. Lors du pic de ponte, une poule peut faire des séries ininterrompues de ponte de vingt à trente œufs sans aucune pause. Les séries de ponte sont fonction des séquences d'ovulation et d'ovoposition (acte de pondre et de placer ses œufs dans un endroit particulier). La durée des séries diminue avec l'âge de la poule.
Le seuil d'intensité de ponte minimal de rentabilité des poules industrielles est de 65 % soit environ vingt œufs par mois. L'âge de l'intensité de ponte maximale des poules « industrielles » se situe entre sept et neuf mois (90 % d'intensité de ponte soit environ 27 œufs par mois). À partir de neuf mois, l'intensité de ponte diminue progressivement pour atteindre 65 % vers seize mois (âge auquel elles sont abattues pour être remplacées par de nouvelles poules de cinq mois).
Dans son aire d'origine, la poule pond toute l'année, les saisons n'étant pas marquées. Dans les zones tempérées, l'intensité de ponte diminue quand les jours raccourcissent (de juillet à décembre pour éviter d'avoir des poussins pendant la saison froide). L'intensité de ponte augmente quand les jours rallongent car l'hormone déclenchant l'ovulation n'est produite qu'après au moins dix heures d'exposition de la poule à la lumière (notion de photopériode).
La ponte peut s'arrêter temporairement pour différentes raisons :
- moins de dix heures de lumière par jour ;
- en cas de fortes chaleurs (à partir de 26 °C, la poule mange moins et pond donc moins. De plus, au-delà de 32 °C, la formation de la coquille peut être plus difficile) ou de grands froids ;
- en cas d'alimentation insuffisante ou déséquilibrée (notamment un manque de protéines[17]) ;
- la ponte peut s’arrêter encore plus longtemps en cas d'attaque parasitaire (pou rouge) ou de mue.

Chaque année, la poule diminue son intensité de ponte d'environ 20 %, jusqu'à épuisement des ovocytes (ménopause, vers 7-9 ans).

#### Processus de formation d'un œuf

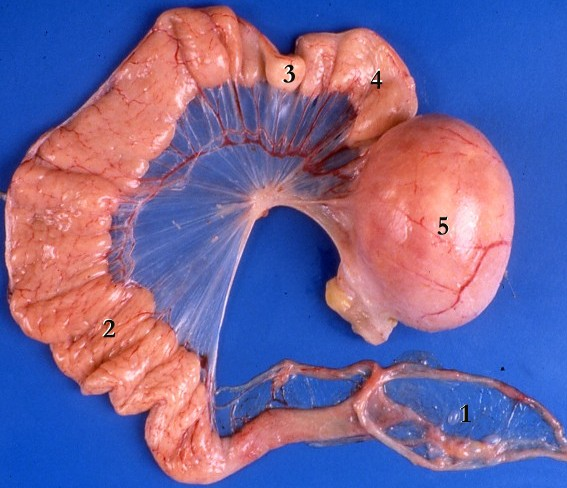
Oviducte de la poule :
1 - Infundibulum,
2 - Magnum,
3 - Isthme,
4 - Utérus,
5 - Vagin avec un œuf à l'intérieur. Le terme « chapelet » est souvent utilisé pour nommer l'ovaire ou l'oviducte toutefois il est inapproprié car l'ovaire ressemble plutôt à une grappe et l'oviducte ne contient jamais plus d'un œuf en cours de fabrication. La seule chose pouvant rappeler un chapelet est la huitaine d'ovocytes toujours attachés à l'ovaire mais en cours de vitellogénèse. Ces huit « jaunes » ont une taille correspondant à leur stade respectif de maturité (huit à dix jours sont nécessaires pour arriver à maturité).

Si une poule reçoit au moins dix heures de lumière en une journée, elle libère, le lendemain matin, un ovocyte dans l'oviducte. Cet ovocyte aura passé les dix jours précédant sa libération à accumuler des réserves nutritives pour former le vitellus (plus connu sous le nom de « jaune d'œuf »), c'est la période dite de vitellogénèse où l'ovule passe de 200 mg à 15 g.
Le vitellus est d'abord libéré seul dans l’infundibulum (c'est seulement là qu'il est fécondable si du sperme est disponible. Les spermatozoïdes mettent entre quinze minutes et vingt-quatre heures après le coït pour remonter du vagin à l'infundibulum) puis, en passant dans le magnum, il s'entoure d'albumen (le blanc) et des chalazes (durée : trois heures), de membranes coquillières en passant dans l'isthme (durée : une à une heure et demie) puis la coquille est fabriquée dans la glande à coquilles de l'utérus en seize à dix-neuf heures. La coquille ne mesure que 0,3 mm d'épaisseur mais, à la verticale, un œuf peut supporter un poids de 3 kg. Enfin, l'œuf est recouvert d'une cuticule de protection. Pendant tout le trajet, l'œuf se déplace la pointe en avant mais il est retourné lors de la calcification et sort donc par le gros bout. La ponte a lieu le plus souvent en fin de matinée.
Le temps total nécessaire pour transformer un ovule et son vitellus en un œuf complètement développé est d'environ 25 à 26 heures. Environ 30 à 75 minutes après qu'une poule a pondu un œuf, l'ovaire libère l'ovule suivant. Cependant, l'ovulation se produit habituellement dans des conditions optimales de lumière du jour et donc presque jamais après 15 h. Ainsi, lorsqu'une poule pond un œuf trop tard dans la journée, la prochaine ovulation se produit le lendemain, et la poule a donc un jour de pause où elle ne pond pas d’œuf.

#### Couvaison
Les œufs sont pondus dans des nids grossièrement bâtis. Une fois que huit à douze œufs sont déposés dans le nid, la poule commence à couver si elle est âgée d'au moins 40 semaines et appartient à une race couveuse comme la poule soie, l'Orpington, la Sussex ou la Cochin par exemple). On dit qu'une poule n'est pas bonne couveuse quand elle couve peu ou mal, c'est-à-dire qu'elle se désintéresse de ses œufs après une ou deux semaines de couvaison (cas fréquent avec les poules hybrides industrielles).
Lors de la couvaison, la poule change de comportement. Elle se met à glousser dès qu'on l'approche et se déplume au niveau du bréchet, le tout étant déterminé par une augmentation du taux de progestérone. Les œufs sont alors incubés : la poule se lève une fois par jour pour s'alimenter et prendre un bain de terre pour se nettoyer (dans un poulailler, on pourra mettre en place un bac abrité de la pluie et rempli de sable, cendre, copeaux de bois et poudre insecticide) ; elle retourne régulièrement les œufs (indispensable au développement harmonieux du fœtus).
Contrairement à une idée très répandue, la température des poules en période de couvée diffère à peine de celle des poules en période normale. La température moyenne du corps d’une poule varie entre 40,5 et 41,7 °C. Au départ de la couvaison, la poule diffuse beaucoup de chaleur, mais vers la fin, elle chauffe moins les œufs, le métabolisme des poussins prenant le relais. Le développement embryonnaire s'effectue au cours d'une période d'incubation pendant laquelle l'œuf est maintenu à une température d’environ 38 à 39 °C (température optimale au centre d’un œuf incubé). Lorsque la couvaison est assurée par une poule (et non par une couveuse), la surface supérieure de l’œuf peut atteindre 39,4 °C mais si l'embryon est exposé à une température supérieure, il ne survit pas.
La poule ne commence à couver qu'au dernier œuf pondu, de manière que les poussins se développent et éclosent en même temps (il faut dix-neuf à vingt-et-un jours, selon les races et la taille). Un œuf fécondé peut donc se conserver une quinzaine de jours avant d'être couvé et donner naissance à un poussin. Une fois la couvaison démarrée, il est recommandé de déplacer la poule et ses œufs (à la nuit tombée) dans un espace isolé des autres poules pour que la poule couveuse ne soit pas dérangée par les autres poules qui voudront continuer à pondre dans leur pondoir habituel. Le déplacement est aussi utile pour protéger les poussins à la naissance car ils peuvent être tués par les autres poules lors de leur premier mois. En cas de déplacement, il est possible que la poule cesse de pondre dans les deux ou trois jours suivants.
Les poussins sont élevés d'un à trois mois selon les races. Les jeunes s'emplument progressivement (les mâles ont parfois un retard d'emplumage qui facilite le sexage). Lorsque le taux de progestérone baisse chez la mère, et qu'elle va recommencer à pondre, elle rejette les jeunes, qui vivent alors en fratrie jusqu'à l'âge adulte.
La couvaison peut être stimulée en laissant les œufs s'accumuler dans un pondoir à l'abri de la lumière pendant une quinzaine de jours.
Le déclenchement de la couvaison est due à la sécrétion de l'hormone prolactine par le lobe antérieur de l'hypophyse. L'injection de prolactine chez les poules provoque l'arrêt de la ponte en quelques jours avec régression des ovaires.
Les poules pondeuses industrielles sont sélectionnées pour leur faible aptitude à la couvaison puisqu'une poule qui couve cesse de pondre pendant les vingt-et-un jours de la couvaison et pendant le mois suivant où elle s'occupe de sa progéniture. Les poussins industriels sont donc incubés en incubateurs artificiels automatisés à une température de 37,5 °C en couveuse ventilée ou 39 °C en couveuse simple.

### Mue
Les poules muent chaque année généralement en fin d'été ou en automne. La première mue intervient vers soixante-dix semaines soit seize mois. C'est pour cette raison que les producteurs d’œufs renouvellent leur cheptel tous les seize mois.
La mue s'effectue progressivement en démarrant par la tête pour finir par la queue. Elle peut durer de deux à six mois (selon les races). Les poules à mue longue muent dès l'été. Elles sont généralement écartées de la sélection car la période de mue est une période à ponte réduite voire nulle. Les poules à forte intensité de ponte ont toujours une période de mue réduite.
La perte de plumes n'est pas toujours due à la mue. Une attaque de parasites ou un coq trop entreprenant peuvent entraîner également la chute de plumes.
Lors de la mue, la poule a besoin d'un apport plus important en protéines. On pourra par exemple lui donner des vers de farine, des graines de tournesol, des œufs brouillés, de la nourriture pour chat ou du poisson.
Compte tenu de la fragilité des nouvelles plumes, mieux vaut ne pas porter une poule et ne pas tailler ses plumes des ailes  lorsqu'elle mue. Il convient également de limiter les facteurs de stress pendant cette période. On évitera par exemple d'introduire de nouvelles poules dans le groupe à cette période.
Une mue peut être volontairement induite par un stress tel qu'une baisse de luminosité soudaine ou une privation de nourriture ou d'eau pendant sept à vingt-huit jours par exemple. Certains éleveurs américains (la pratique de la mue forcée est interdite dans de nombreux pays) induisent donc une mue après cinquante semaines de production de façon à avoir ensuite un second cycle de ponte intense de trente-cinq semaines.
Les particuliers propriétaires de poules se demandent souvent pourquoi leurs poules ne pondent plus, ou moins. Le phénomène est généralement dû à une période de mue en cours ou à un âge trop avancé de la poule.

### Longévité
Si la longévité de la poule peut atteindre dix-huit ans, les prédateurs, les nombreuses maladies et sa santé fragile ne lui permettent que rarement de vivre plus de douze ans. La ménopause survient vers 7-9 ans, lorsque les six cents à mille ovocytes de l'ovaire unique sont épuisés. Cependant, elle survient beaucoup plus tôt pour les poules d'élevage.
Les poules pondeuses sont généralement abattues après une saison de ponte vers l'âge de 18 mois (70 à 80 semaines). Elles pourraient continuer à pondre, mais seulement après une période de mue et d'improductivité de deux à trois mois qui affecterait la rentabilité si on continuait à les nourrir pendant cette période. De plus, pendant la mue, la poule est plus sensible aux maladies et par la suite, ses œufs sont moins nombreux (environ 20 % d’œufs en moins chaque année), trop gros pour entrer dans les emballages de la grande distribution et plus fragiles (car la quantité de calcaire utilisée pour fabriquer la coquille est programmée génétiquement et reste donc identique pour un œuf plus gros, la coquille est donc plus fine et plus poreuse).

### Captivité

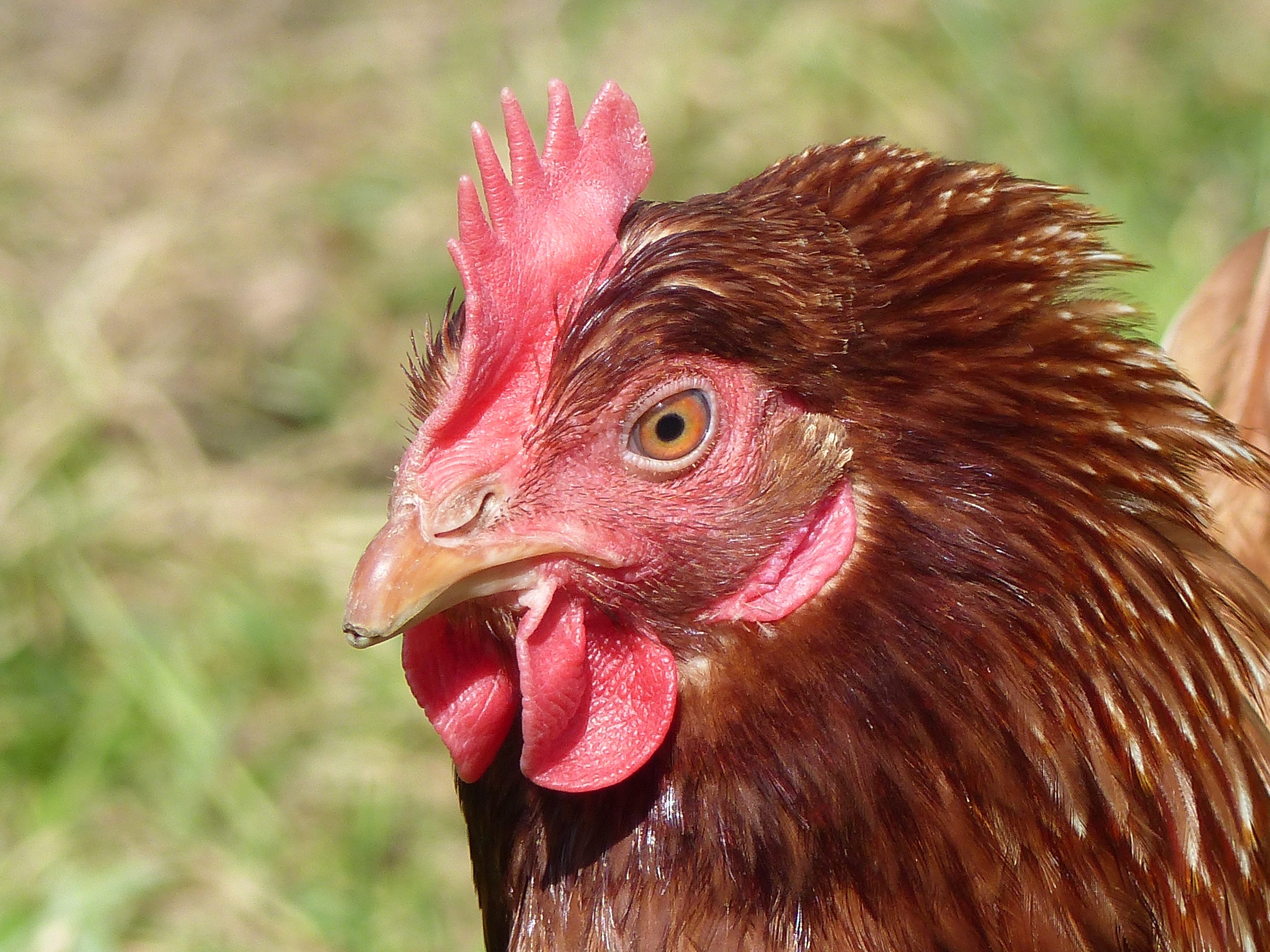
Poule pondeuse domestique du pays de Bray, au bec épointé.

En captivité, le coq et la poule domestiques ont besoin d'un poulailler pour vivre, entre autres pour se protéger du vent et de la pluie. Cet abri comporte perchoirs, nids (caisses stables remplies de foin ou paille) et abreuvoirs. Il mesure environ 1 m2 pour deux poules.

## Génétique
Le génome de la poule est composé de 39 chromosomes (2n=78) dont 5 macro chromosomes, 33 micro chromosomes et un chromosome sexuel (système ZW de détermination sexuelle). Le coq ZZ a 2 chromosomes Z alors que la poule ZW a un chromosome Z et un chromosome W (celui-ci est vide et n'a qu'un rôle sexuel). Les gènes qu'on trouve sur le chromosome Z sont dits « liés au sexe » (sex link) et les gènes présents sur les autres chromosomes sont dits autosomaux.
Le séquençage du génome de la poule, par une équipe internationale de 170 chercheurs, est annoncé le 9 décembre 2004 dans Nature. C'est le premier génome d'oiseau séquencé.

### Descendance liée au sexe (sex link)
Comme les poules ont seulement un allèle lié au sexe pour un locus donné, les allèles dominants et récessifs liés au sexe sont exprimés avec un seul gène (dit « hémizygote »). Si un allèle récessif lié au sexe est homozygote chez le mâle et qu'un allèle dominant lié au sexe est présent chez la femelle, tous les mâles issus du croisement hériteront du gène dominant lié au sexe de la mère, et toutes les femelles hériteront du gène récessif lié au sexe du père. L'inverse (père avec allèles dominants et mère avec allèle récessif) ne fonctionne pas de la même manière car tous les descendants auront le gène dominant.
Par exemple, dans un croisement de type Red sex link, on croise un mâle doré (donc à gène sexuel homozygote récessif s+/s+) avec une femelle argentée (donc à gène sexuel hémizygote dominant S/-), on obtient alors obligatoirement des mâles uniquement argentés (S/s+) et des femelles uniquement rousses (s+/-) car l'allèle sexuel des femelles est obligatoirement donné par le père.
Ce phénomène est parfois utilisé pour sexer les poussins à la naissance.
En raison de l'existence d'un gène blanc dominant (comme chez la Leghorn par exemple), il est impossible d'utiliser une volaille blanche pour faire du sex link.

### Couleurs et motifs du plumage

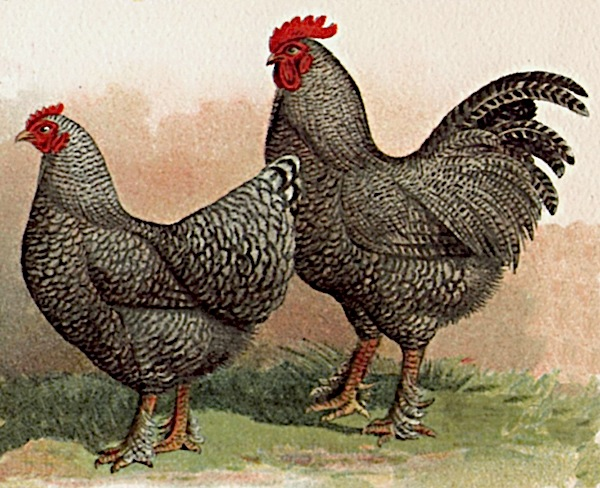
Le motif Coucou est présent dans de nombreuses races. Le gène barré B insère des barres blanches dans le plumage et est le même pour les volailles barrées et pour les « coucous ». La différence tient également à la présence ou non du gène d'emplumement lent K. Les volailles à plumage barré (droit) l’ont. Les oiseaux à motif coucou (plumage tacheté noir et blanc) ne l'ont pas.

La couleur d'une poule peut beaucoup évoluer entre le stade poussin et le stade mature. Par exemple, un poussin noir peut donner une poule barrée, un poussin jaune peut devenir blanc, etc. Il faut donc attendre la maturité (vers cinq à six mois) pour connaitre la couleur définitive d'une poule (sauf si on connait ses caractéristiques génétiques qui, dans certains cas, permettent d'être fixés au préalable).
La poule ne dispose que de deux pigments pour créer ses différentes couleurs de robe : un pigment roux appelé phéomélanine (qui donne toutes les nuances du rouge au jaune en passant par le brun, le beige et l'orangé) et un noir appelé eumélanine (qui donne toutes les nuances de gris clair, foncé ou bleuté).
Certains gènes affectent uniquement les zones de phéomélanine. Par exemple :
- avec le gène crème -ig, le roux est dilué vers le crème ;
- avec le gène acajou -Mh, le roux vire à l'acajou profond, etc.

Certains gènes affectent uniquement les zones d'eumélanine. Par exemple si la poule dispose des gènes bleus Bl ou brun Id, l'eumélanine est diluée en ces couleurs.
D'autres gènes affectent à la fois l’eumélanine et la phéomélanine, par exemple, le gène Lavande -lav dilue l'eumélanine en lavande pâle et la phéomélanine en beige pâle.
Trois gènes différents peuvent être à l'origine d'un plumage blanc, ce qui rend plus complexe la gestion de cette couleur :
- le gène blanc dominant I empêche la synthèse ou l'expression de l'eumélanine, c'est par exemple le cas chez la Leghorn blanche ;
- le gène argenté -S dominant (lié au sexe) empêche la synthèse de phéomélanine faisant ainsi virer le plumage au blanc argenté. C'est par exemple le cas chez la Brahma argenté ;
- le gène blanc récessif C modifie tout le plumage pigmenté (phéomélanine et eumélanine) en blanc, indépendamment des autres mutations du génotype.

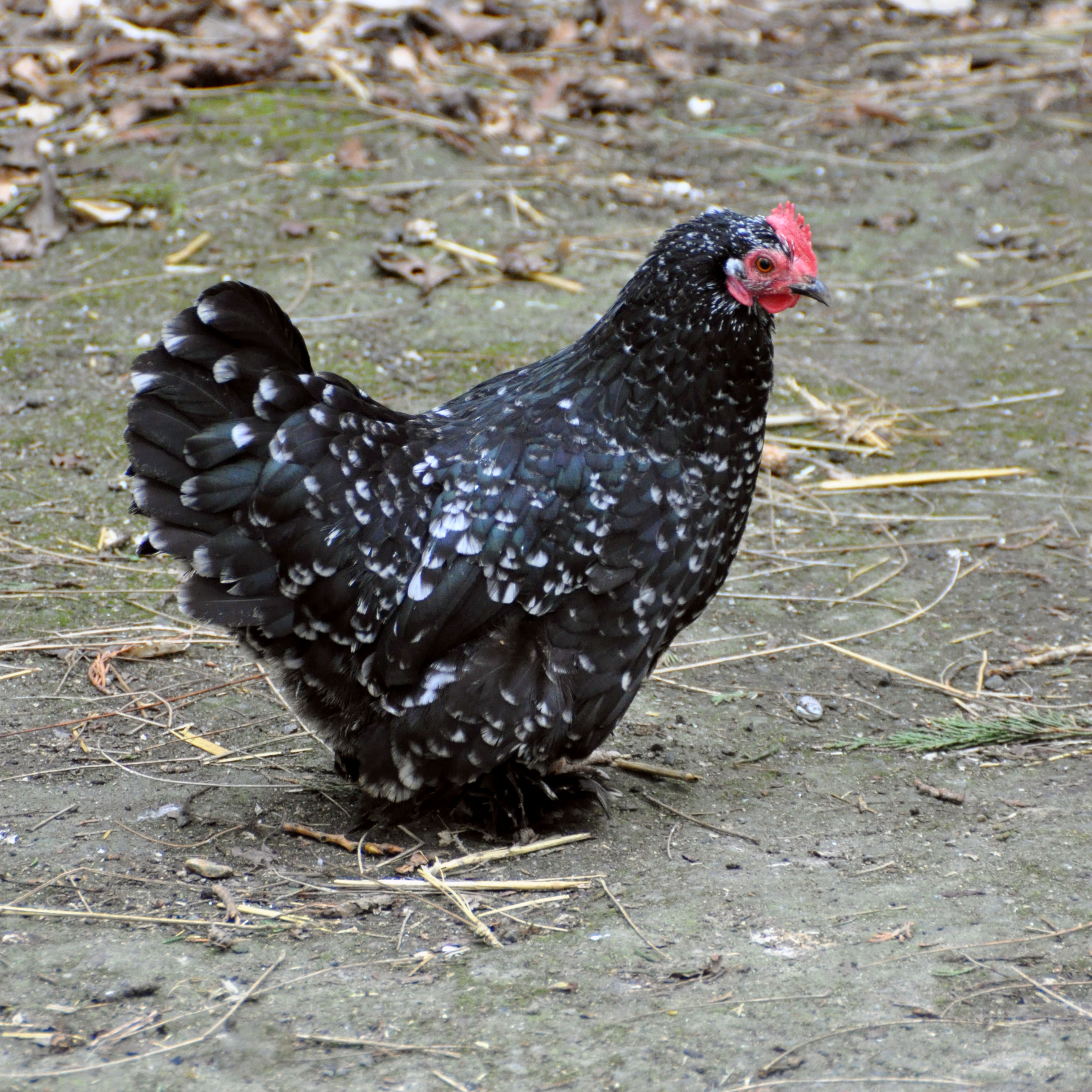
Plumage noir caillouté blanc.

### Couleur des œufs de poules
La coquille des œufs de poules peut être de différentes couleurs selon les races.
La coquille étant composée exclusivement de carbonate de calcium, elle est initialement blanche mais des pigments produits ou consommés par certaines poules peuvent teinter le carbonate de calcium. La coquille est blanche pour la Leghorn, beige pour la poule rousse, chocolat pour la Marans (en raison d'un pigment appelé porphyrine) ou bleu-vert pour l'Araucana (en raison d'un pigment appelé bilirubine).
Différents croisements de race peuvent donner des nuances spécifiques. Par exemple, un croisement Marans x Araucana pourra donner des œufs olive en raison du mélange de bleu-vert et de brun.
L'alimentation des poules (betterave, crevette) peut aussi colorer légèrement en rose les coquilles blanches. La consommation de graviers de minéraux colorés peut aussi influer.

### Dosage
Certains caractères s'expriment plus ou moins selon le nombre d'allèles qui les expriment. Par exemple, un coq barré homozygote B/B aura des rayures blanches plus épaisses et aura donc une apparence plus claire qu'un coq B/b+. Une femelle B/- (gène lié au sexe) aura le même type de rayures qu'un mâle B/b+ puisque le dosage de B est identique. Les femelles barrées ont une apparence plus foncée car elles ne peuvent pas porter qu'un gène barré puisque c'est un gène lié au sexe.
Autre exemple, le croisement d'une poule naine (dw/-) avec un coq normal (Dw/Dw) donnera des mâles normaux mais un peu plus petits (Dw/dw) et des femelles normales (Dw/-)

### Améliorations génétiques
Les manipulations génétiques des différentes souches de poules ont énormément favorisé la productivité au cours des 50 dernières années. En 1950, les meilleurs poules pondeuses pondaient 160 œufs par an contre 320 en 2015. Dans le même temps, les troupeaux ont vu leur taux de mortalité passer de 50 % à 5 % grâce à la vaccination et la quantité de nourriture nécessaire a été divisée par deux grâce à la réduction du poids des pondeuses.
L'amélioration génétique de la poule fait l'objet de nombreuses recherches par les grandes multinationales productrices d’œufs et de poussins. Les amateurs sont aussi nombreux à faire des essais de croisements et peuvent s'aider de calculateurs génétiques disponibles sur Internet.

### Utilisation en biologie: organisme modèle
Les poules ont été longtemps utilisées comme organismes modèles en raison des nombreux avantages qu'elles offrent. Sur l'arbre phylogénétique des espèces, la poule se situe entre les mammifères et les poissons, ce qui en fait un modèle idéal pour étudier les similitudes partagées entre ces deux groupes de vertébrés.
De plus, la poule est un excellent modèle pour l'étude du développement embryonnaire. Son processus d'embryogenèse présente des similitudes avec celui de l'homme dans ses principes fondamentaux. Les poules pondent un grand nombre d'œufs et l'embryon se développe à l'extérieur du corps de la mère, ce qui facilite les observations et manipulations à différentes étapes du développement. Il est également possible de cultiver les embryons de poulet en dehors de l'œuf.
L'utilisation du poulet comme organisme modèle a également permis de mettre en évidence les lignages cellulaires impliqués dans la formation de la paroi musculaire digestive.
Bien que les poules aient un nombre de chromosomes inférieur à celui de l'homme (39 chromosomes contre 46 chez l'homme), elles ont un nombre de gènes similaire (environ 20 000-23 000 chez la poule contre 20 000-25 000 chez l'homme). Cela est dû au fait que le génome des poules contient moins de séquences répétées et dupliquées que celui de l'homme (15% contre 44% chez l'homme). Cette caractéristique, associée à un nombre de gènes similaire, fait du poulet un modèle d'étude précieux.
Enfin, le nombre d'œufs pondus par poule est élevé et le stockage des œufs en laboratoire est simple et ne prend pas beaucoup de place.

### Races de poules
Il existe plus de 200 grandes races de poules (dont 45 françaises), de forme, de taille et de couleur diverses et autant de races naines. Toutes les races peuvent se mélanger entre elles ce qui donne des poules et des coqs uniques qui ne ressemblent à aucun autre.

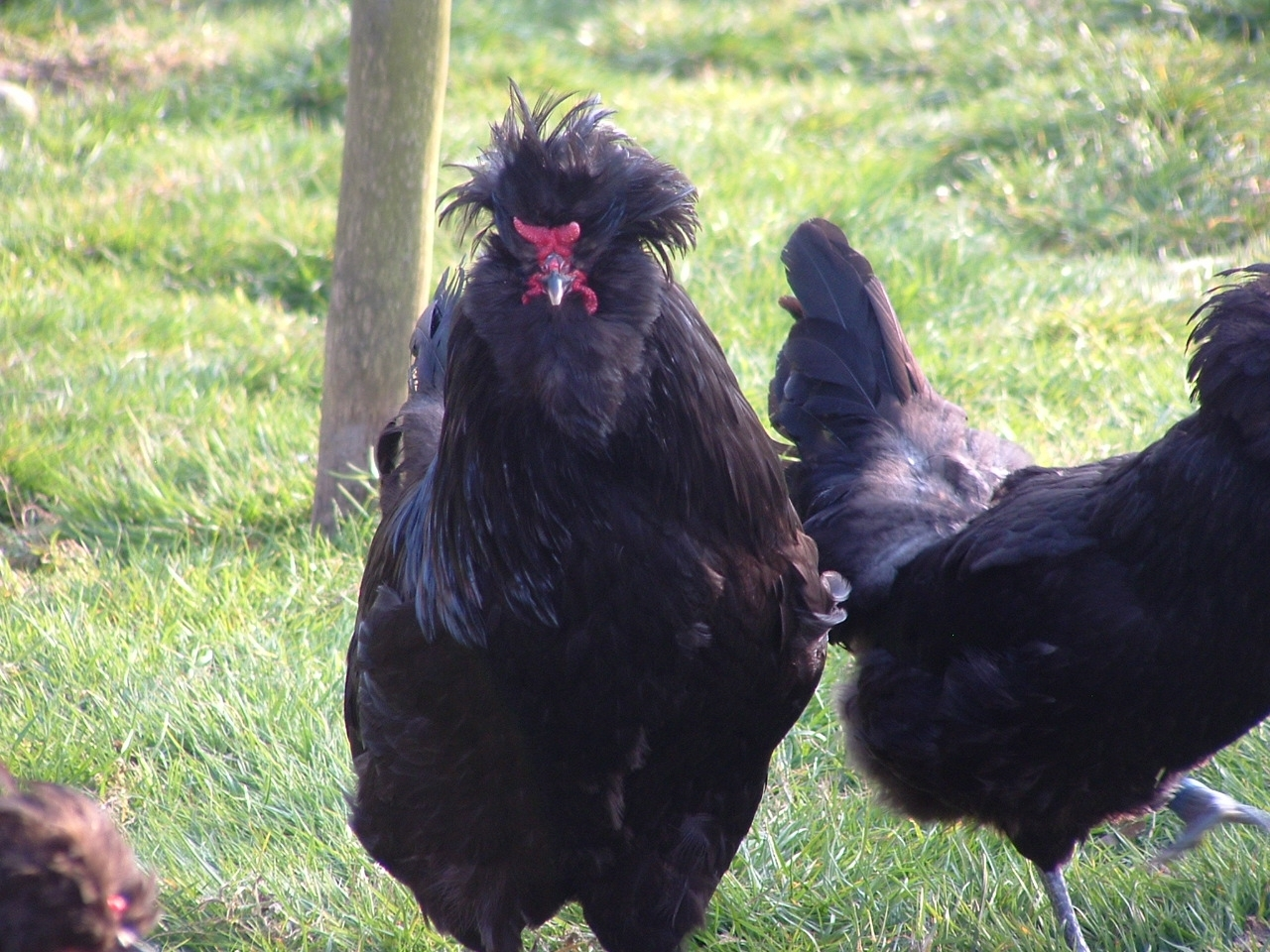
Coq « crèvecœur ».
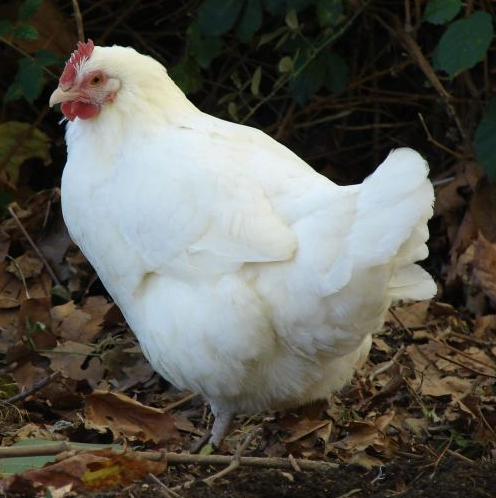
Poule « gâtinaise ».
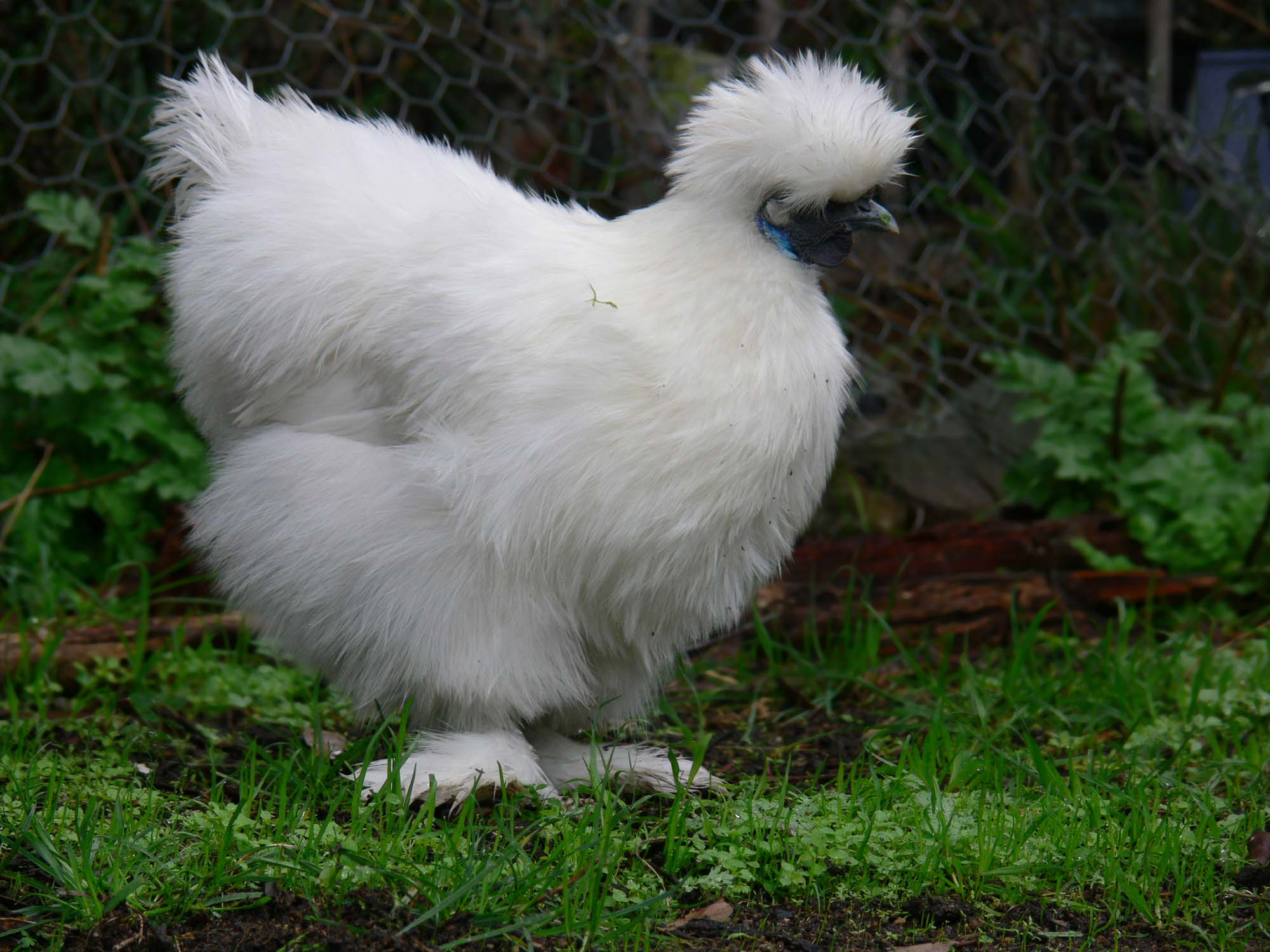
Poule « nègre-soie », variété blanche.
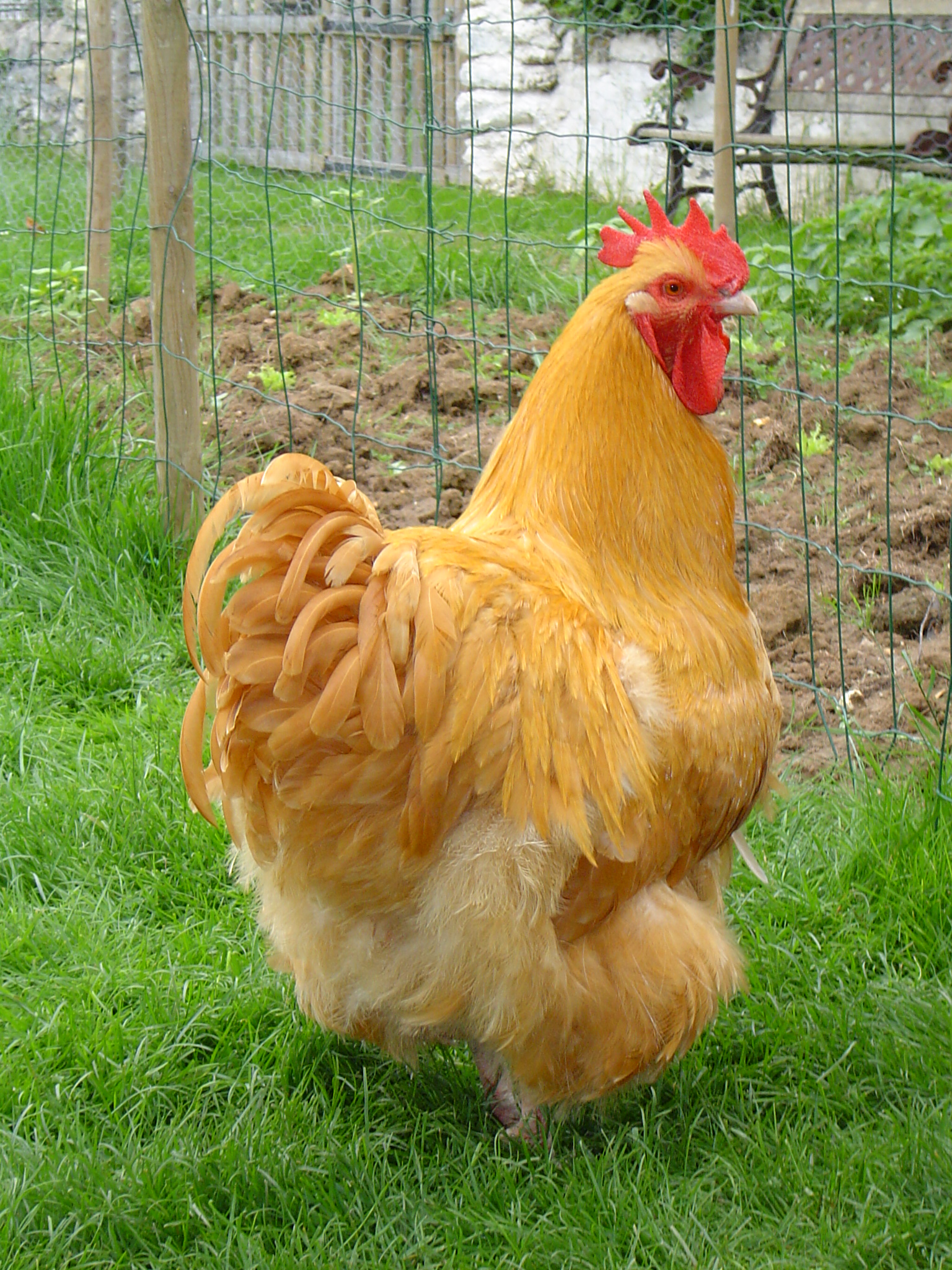
Coq « orpington » fauve.
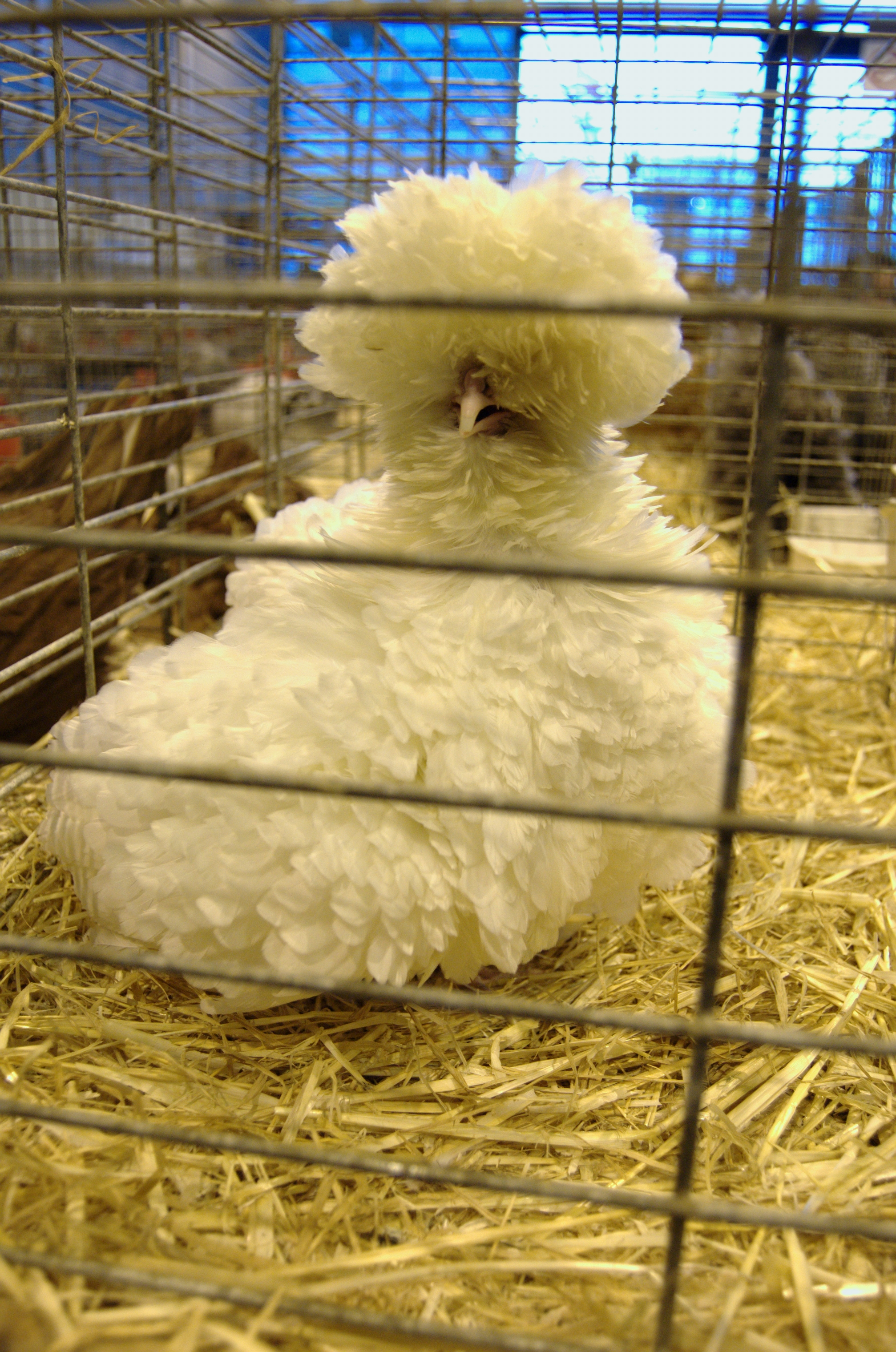
« Padoue » frisée blanche.
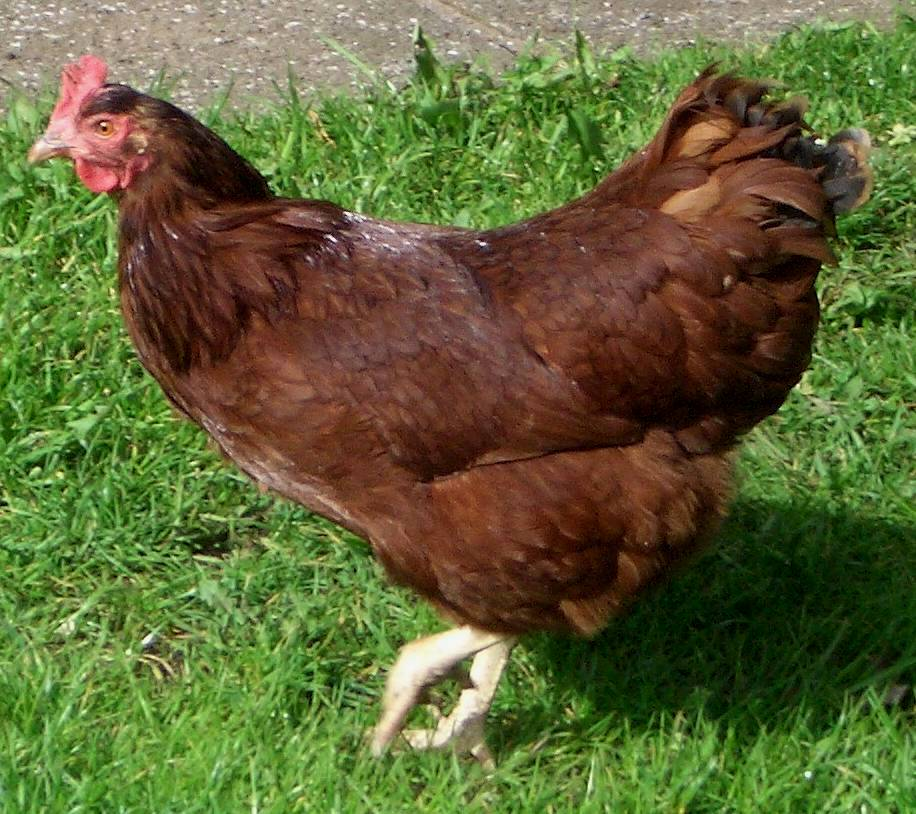
Poule « Rhode Island ».
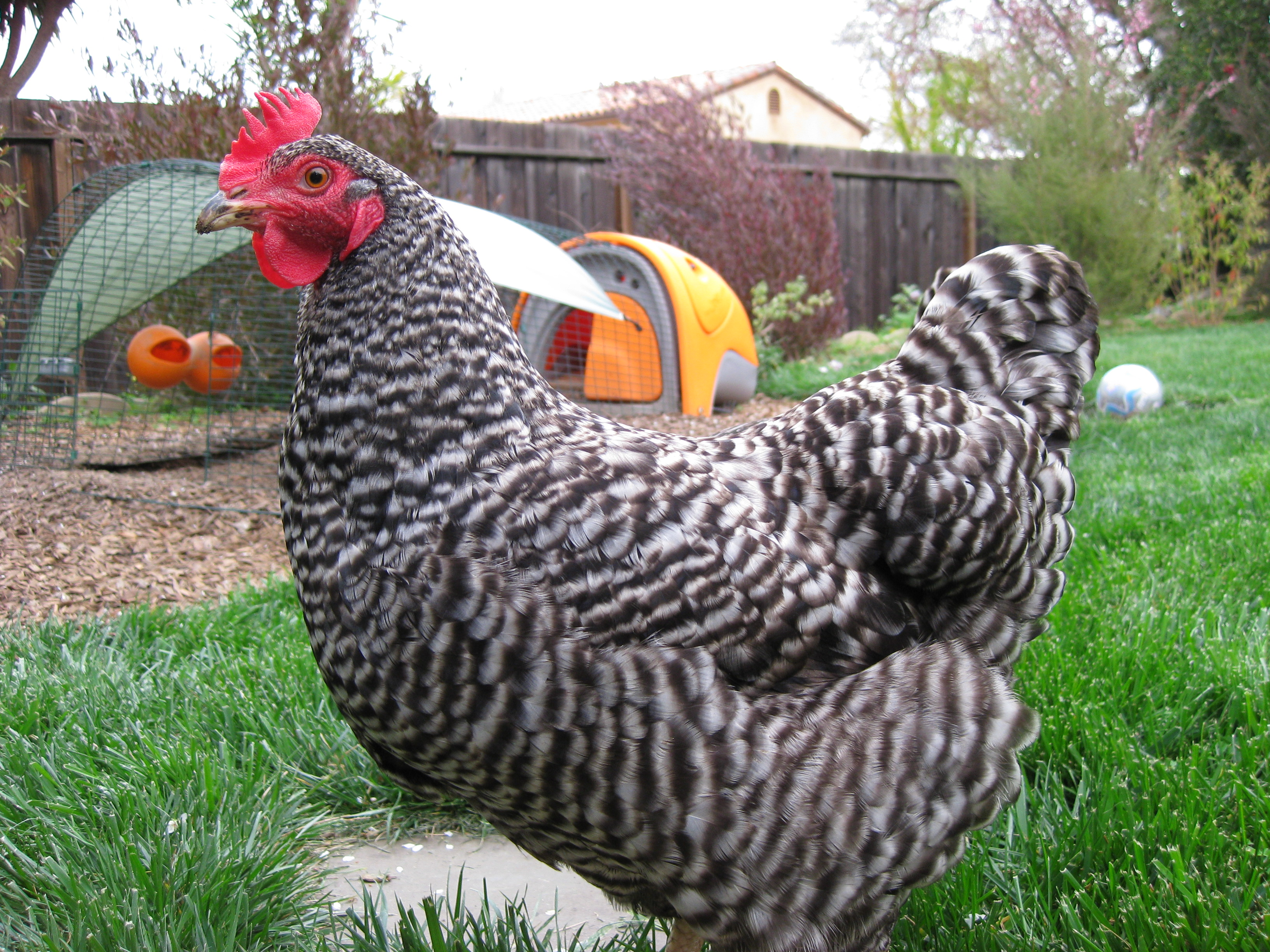
« Plymouth » barrée.
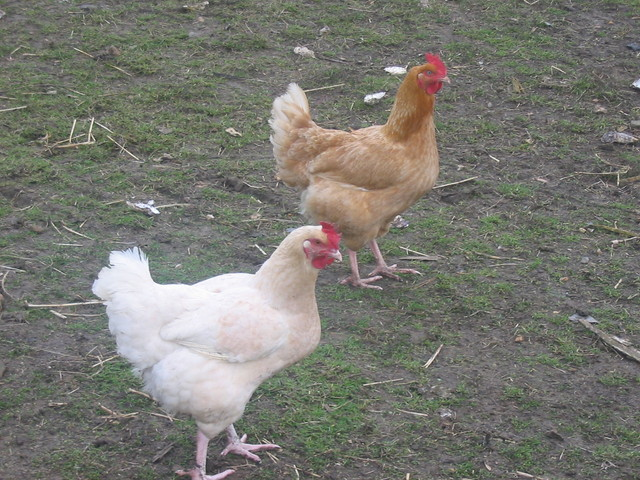
Poules issues de croisements, de type « industriel ».

## Histoire évolutive

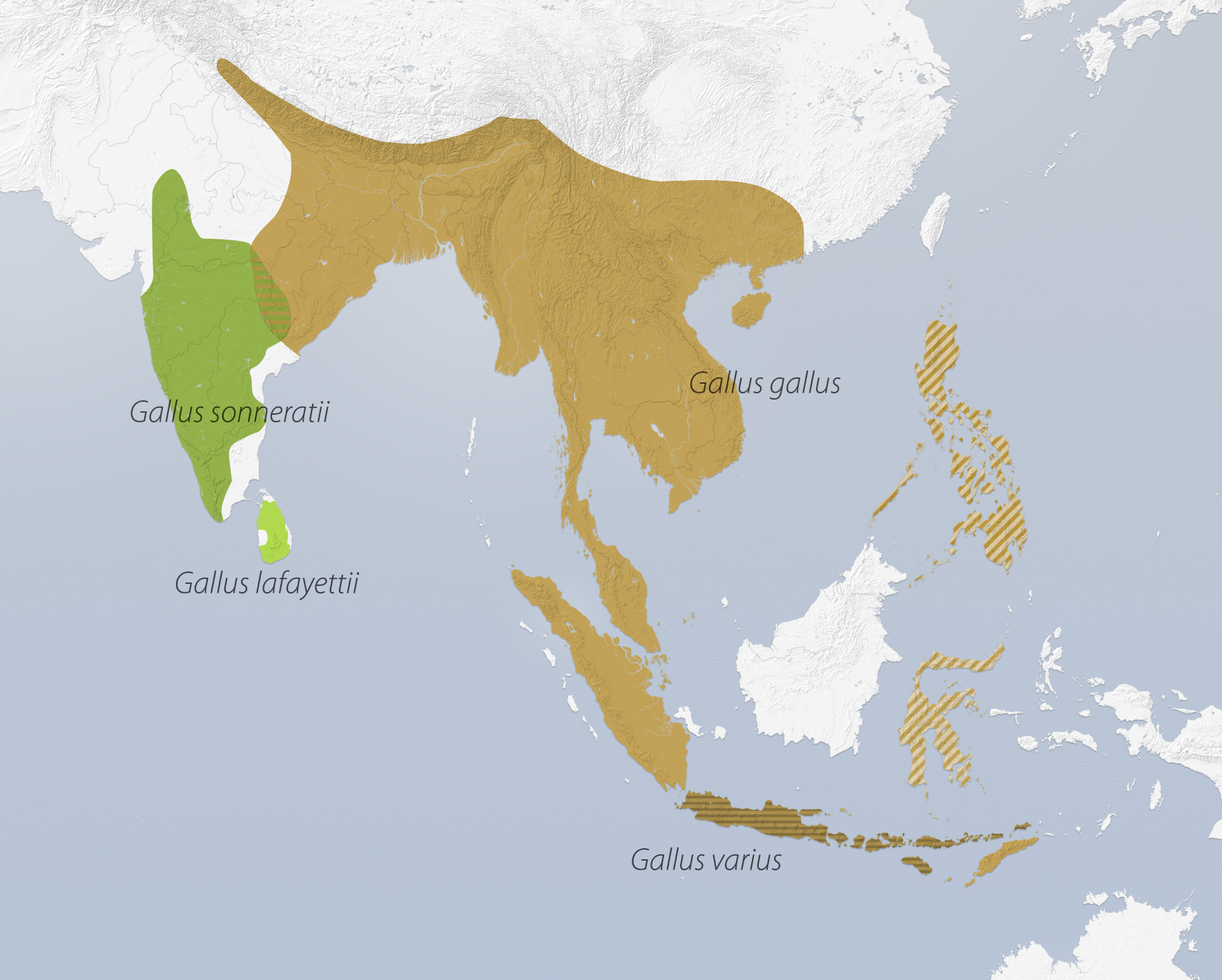
Répartition des espèces du genre Gallus. Le Coq doré (Gallus gallus), l'ancêtre sauvage des races domestiques, a l'aire naturelle la plus vaste (brun clair) ; Il est naturalisé aux Philippines et sur Célèbes (hachures). Le Coq de Java (Gallus varius) est entièrement sympatrique avec Gallus gallus dans les îles du sud de l'Indonésie (brun foncé).

### Origine
Différents genres de gallinacés sont apparus et se sont diversifiés sur les différents continent : plusieurs genres de tétras en Europe, plusieurs genres de pintades en Afrique, Meleagris (celui des dindes) en Amérique et Gallus en Asie du Sud et du Sud-Est.
Gallus gallus domesticus dérive des sous-espèces actuelles du Coq doré (Gallus gallus) ainsi que de sous-espèces éteintes, car :
- la diversité génétique des races domestiques ne peut être justifiée par la descendance des seules sous-espèces encore présentes à l'état sauvage ;
- Un gène responsable du caractère héréditaire récessif (W*Y) « peau jaune », inconnu dans les populations sauvages du Coq doré mais présent chez plusieurs races domestiques, est issu d'une hybridation avec le Coq de Sonnerat (Gallus sonneratii)[35].

### Domestication

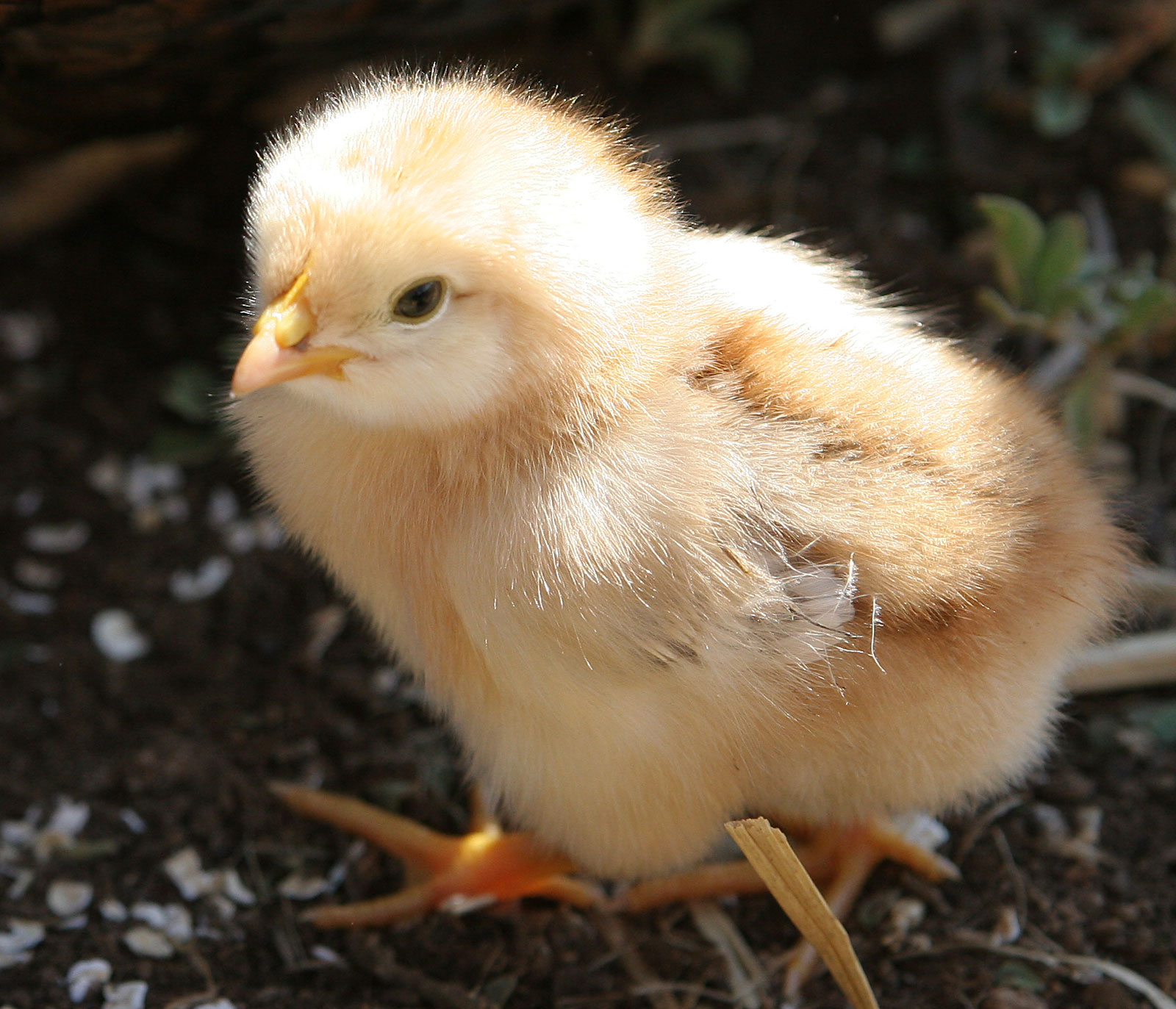
Le poussin est le petit de la poule. Dans les élevages intensifs, le poussin industriel tend partout à remplacer le poussin naturellement couvé par la mère.

Le Coq doré (Gallus gallus) est la première espèce d'oiseaux à avoir été domestiquée, dans plusieurs régions d'Asie du Sud-Est vers 6000 av. J.-C.. La forme domestique s'est ensuite diffusée dans le monde entier pour la production de viande et d'œufs, si l'on se base sur le fait que le mot pour désigner le poulet domestique — *manouk — appartient à la langue reconstituée proto-austronésienne. Les poules, avec les chiens et les cochons, faisaient partie des animaux domestiques de la culture Lapita, la première culture néolithique de l'Océanie.
Grâce au commerce antique et aux mouvements de populations, les poules ont atteint tous les continents. En Égypte, en Grèce et en Italie, on les élevait pour l'alimentation, les combats, mais aussi comme animal d'ornement.
Les premières représentations de poules en Europe se trouvent sur les céramiques corinthiennes du VIIe siècle av. J.-C. Le premier élevage de poules retrouvé, était situé en Judée, pendant la période hellénistique.
Sur l'île de Pâques, les poules n'ont été introduites par les navigateurs polynésiens que vers le XIIe siècle, et elles y étaient le seul animal domestique. Elles étaient logées dans des poulaillers de pierre particulièrement solides.
De même, les poules Araucana qui pondent des œufs à coquille bleue-verte, sont arrivées en Amérique bien avant l'explorateur Christophe Colomb. Elles y ont été introduites par les Polynésiens, selon une étude génétique publiée dans les Annales de l'Académie nationale des Sciences.
Vers 1850, les premières poules asiatiques « géantes » comme la Cochin furent introduites en Europe et donnèrent lieu à ce qu'on appela alors la « Cochinmania ».

## Élevage

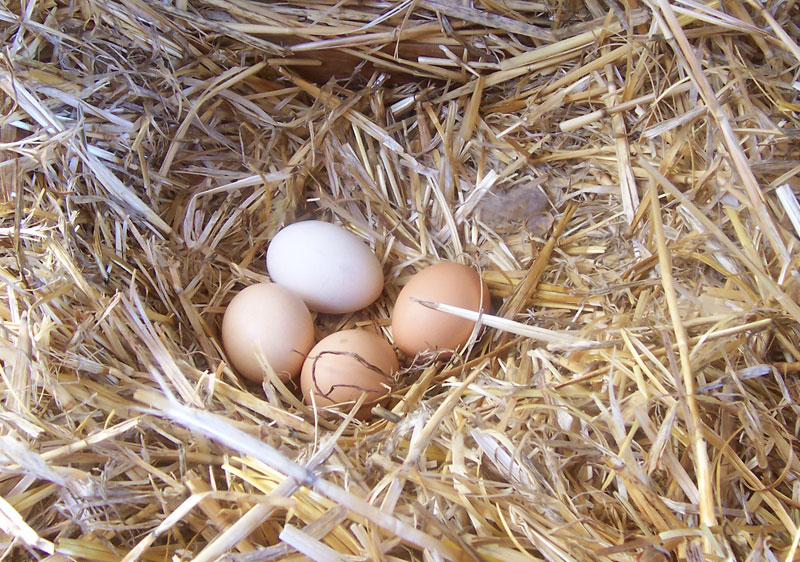
Œufs de poules.

Traditionnellement, l'élevage se faisait en basse-cour. Dès le Moyen Âge, chaque ferme ou même chaque maison villageoise avait un poulailler qui fournissait des œufs pour la consommation familiale et pour la vente au marché, ce qui permettait un revenu régulier même avec un effectif très réduit. La gestion du poulailler était le domaine des femmes et des enfants.

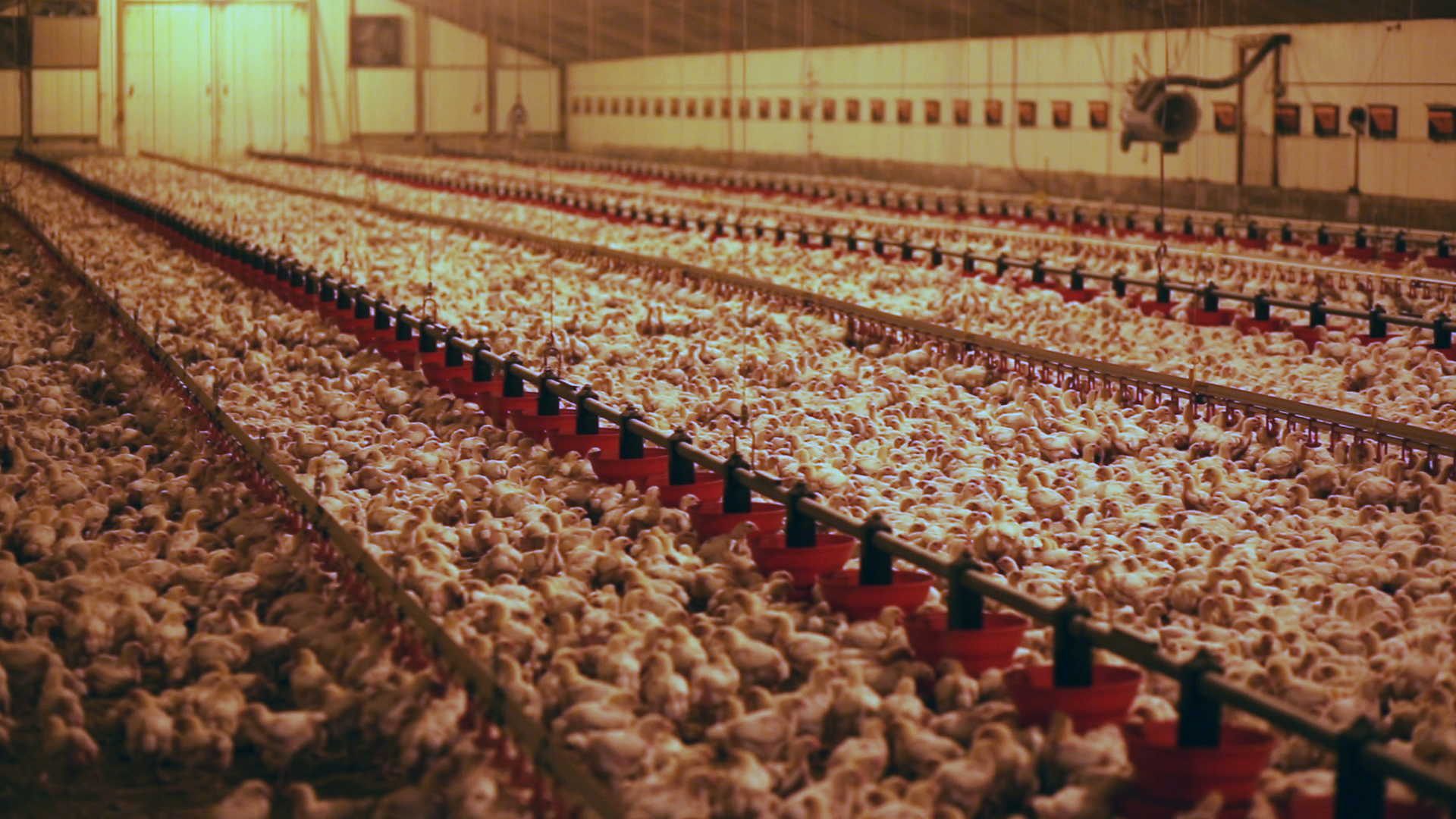
Élevage intensif de poulets en France, 2017.

L'élevage industriel utilise le plus souvent des cages disposées en batteries ou au sol, dans des poulaillers. Le législateur a dû intervenir pour réglementer l'espace vital des poules en batterie. Pour sa part, le Conseil de l'Union européenne a pris la directive 1999/74/CE qui impose que les cages aménagées offrent une surface minimale de 750 cm2 par animal (contre 500 cm2 auparavant). Cette directive entre en application en novembre 2011.
Pour stimuler la ponte, l'accouveur joue sur l'éclairage dont la durée quotidienne est progressivement augmentée pour atteindre jusqu'à seize heures en période de ponte.
L'aviculture pose des problèmes de maltraitance animale. L'INRA constatait en 2004 que 75 à 90 % des poulets claudiquaient, dont 26 à 30 % « sévèrement ». Selon le Canard enchaîné du 26 juillet 2006, qui rapporte ces chiffres, ils passent près de 90 % du temps couchés faute d'espace (contre 60 à 70 % dans les années 1980), ce qui entraîne des déformations des pattes.

### Importance économique
En 2014, la France était le quatrième plus gros producteur européen de poulets (derrière la Pologne, le Royaume-Uni et l'Allemagne) avec 500 millions de poulets de chair et 47 millions de poules pondeuses. La consommation moyenne annuelle de poulet était de 26 kg par habitant. En 2016, ont été élevés et abattus : 66 milliards de poulets dans le monde, 7,4 milliards de poulets au sein de l’Union européenne, 800 millions de poulets en France.
De tous les œufs mis sur le marché, les œufs de poule sont de loin les plus consommés.
Un coquelet est un poulet qui est abattu à un poids inférieur à un kilogramme (alors que le poids d'un poulet standard peut varier de 1,5 à 2,5 kg et plus).
| 1964  | 1969  | 1974  | 1979  | 1984  | 1989   | 1994   | 1999   | 2004   | 2014   |
| ----- | ----- | ----- | ----- | ----- | ------ | ------ | ------ | ------ | ------ |
| 4 228 | 4 986 | 5 801 | 6 922 | 8 275 | 10 285 | 12 535 | 13 689 | 16 365 | 26 042 |

| Rang                | Pays                  | Production |
| ------------------- | --------------------- | ---------- |
| 1                   | États-Unis            | 20 300     |
| 2                   | Chine                 | 18 500     |
| 3                   | Union européenne à 27 | 14 100     |
| 4                   | Brésil                | 13 300     |
| 5                   | Russie                | 3 700      |
| 6                   | Inde                  | 2 500      |
| Total dans le monde | Total dans le monde   | 110 500    |

### Poules de race pondeuse, à chair, d'ornement ou mixte
On choisit une race de poules en fonction de l'usage qu'on souhaite en faire. En effet, il existe des races :
- pondeuses avec des races comme la Leghorn (qui a été très utilisée pour la création de souches de poules pondeuses industrielles), la Marans, la poule de Bresse, l’Ardennaise, la Gauloise dorée, la poule de Gournay ou  la Hambourg qui sont de bonnes pondeuses quoique moins prolifiques que les poules hybrides industrielles telles que la Lohmann Brown, l'Isa brown ou la Harco par exemple qui peuvent donner jusqu'à 300 œufs par an la première année. Ce sont des poules de moyenne et petite taille pour le rapport nourriture/ponte/prix de revient. Sur les marchés, on trouve souvent des poules vendues sous le nom de poule rousse qui est en fait un nom générique pour différentes races ou hybrides de poules ;
- couveuses comme la Nègre-soie qui est aussi une poule d’ornement ;
- à chair comme la cou-nu, la Géline de Touraine, la Houdan, la Crèvecœur, la Dorking, la Faverolles, la poule du Sussex. La majorité des poulets de chair qu'on trouve dans le commerce est produite à partir de variétés développées par l'industrie avicole. Elles sont le plus souvent issues de croisements sélectionnés entre les variétés Combattant indien et White Rock (connus sous le nom de Cornish & Rock hybrids)[46]. Le coq peut peser jusqu'à 5,5 kg et la poule 4 kg. Les variétés anciennes atteignent leur maturité tard, (8 mois et plus) alors que les souches de poulet industriel sont sélectionnées pour leur croissance rapide, ce qui permet d'abattre les poulets entre quarante et quatre-vingt-dix jours après leur naissance, selon le mode de production (élevage industriel ou traditionnel). Les races à chair sont plus lourdes et volent moins que les légères, elles n'ont donc pas besoin d'une clôture très haute. 1,5 m de haut suffit. Elles donnent peu d'œufs mais peuvent couver ;
- ornementales : comme la Padoue, la Brahma, la poule Cochin, la Bantam de Pékin, appréciées pour leur esthétique ou pour leur sociabilité comme animaux de compagnie ;
- mixtes ou « à deux fins » : races disposant de plusieurs de ces qualités, la Gâtinaise (race ancienne au plumage blanc élevée pour sa chair et pour ses œufs) ou la poule du Sussex (bonne pondeuse et chair à peau blanche très appréciée). Même si, de prime abord, on peut penser que les races à deux fins sont l'idéal, elles ne sont pas utilisées par les industriels car elles ne sont pleinement performantes dans aucun des deux domaines (chair et ponte). D'un point de vue économique, mieux vaut élever d'une part, des poules pondeuses pour produire un maximum d’œufs avec des poules légères consommant peu d'aliments et d'autre part, des poulets à chair qui prennent très vite du poids (comme la souche Ross PM3 qui atteint le poids de 4 kg en seulement 8 semaines[47] !).

En hiver, les poules pondent moins, voire pas du tout. Pour assurer une petite production d’œufs durant cette période froide, on peut opter pour une poule réputée bonne pondeuse l’hiver, telles que l’Orpington, la poule d’Alsace, la géline de Touraine, la gâtinaise ou la Faverolles.

### Modes d'élevages
Il existe différents modes d'élevages :
- L'élevage en batterie, c'est-à-dire en cages. 80 %[Quand ?] des poules en Europe et en France sont élevées de cette manière. Les normes en vigueur en Europe depuis le 1er janvier 2012, concernent l'espace dont doivent disposer les poules dans la cage : 750 cm2 (ou environ 30 cm sur 25 cm) d'espace dans les cages par poule, contre respectivement 550 cm2 (ou environ 22 cm sur 25 cm) auparavant. Néanmoins, environ 30 % des éleveurs ne sont pas encore aux normes[49]. En Suisse, ce mode d'élevage est interdit depuis 1991, et en Allemagne depuis 2010.
- L'élevage au sol. Les poules ne sont pas en cage et peuvent se déplacer, mais elles restent à l'intérieur.
- L'élevage en plein air. Les poules peuvent sortir durant la journée. Dans le cadre d'une agriculture biologique, elles ont encore plus d'espace pour s'ébattre et une alimentation adaptée.

En 2020, en France, la répartition de la production de poulets de chair (cela ne concerne pas les poules pondeuses) selon leur type d'élevage est : 
- 64% de poulets élevés dans un système standard
- 8% élevés en système Certifié
- 15% élevés en Label Rouge
- 2% élevés "bio"
- 3% élevés selon d'autres modes d'élevage
- 8% sont exportés

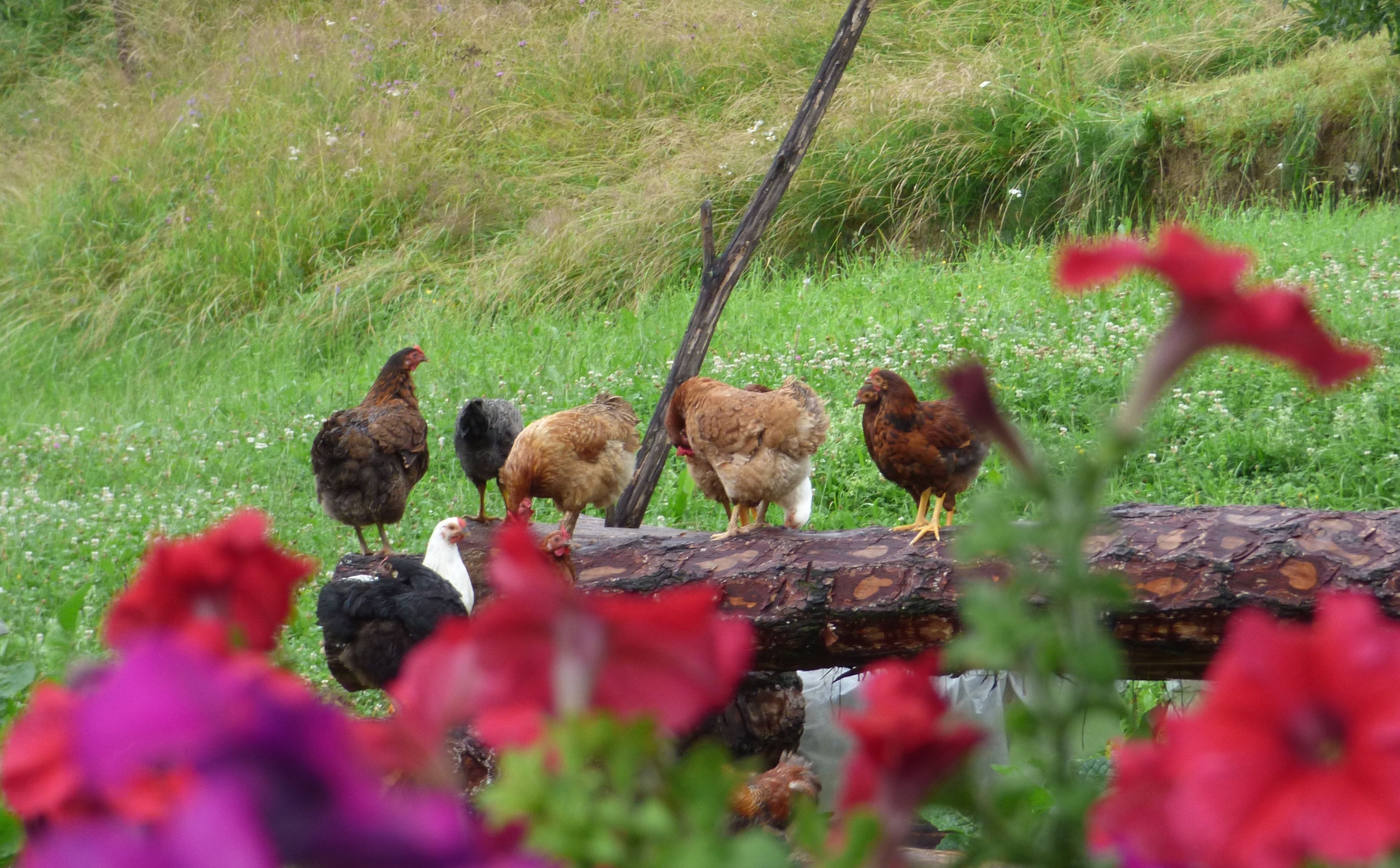
Élevage fermier en plein air (à la belle saison, les poules trouvent l'essentiel de leur ration sur les parcours).
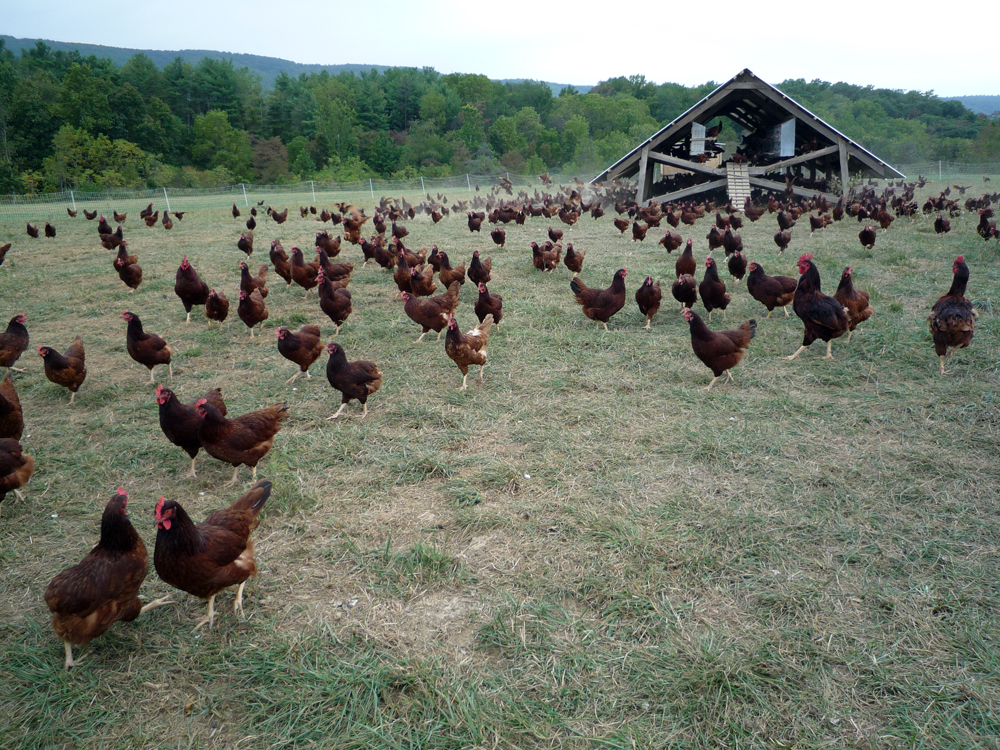
Élevage en parcs type Label Rouge (les bandes de  poules sont alimentées par l'éleveur).
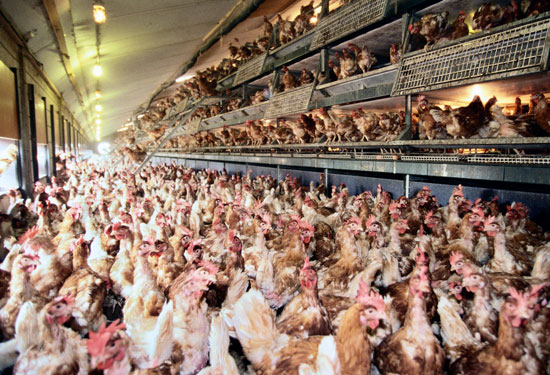
Élevage intensif au sol.
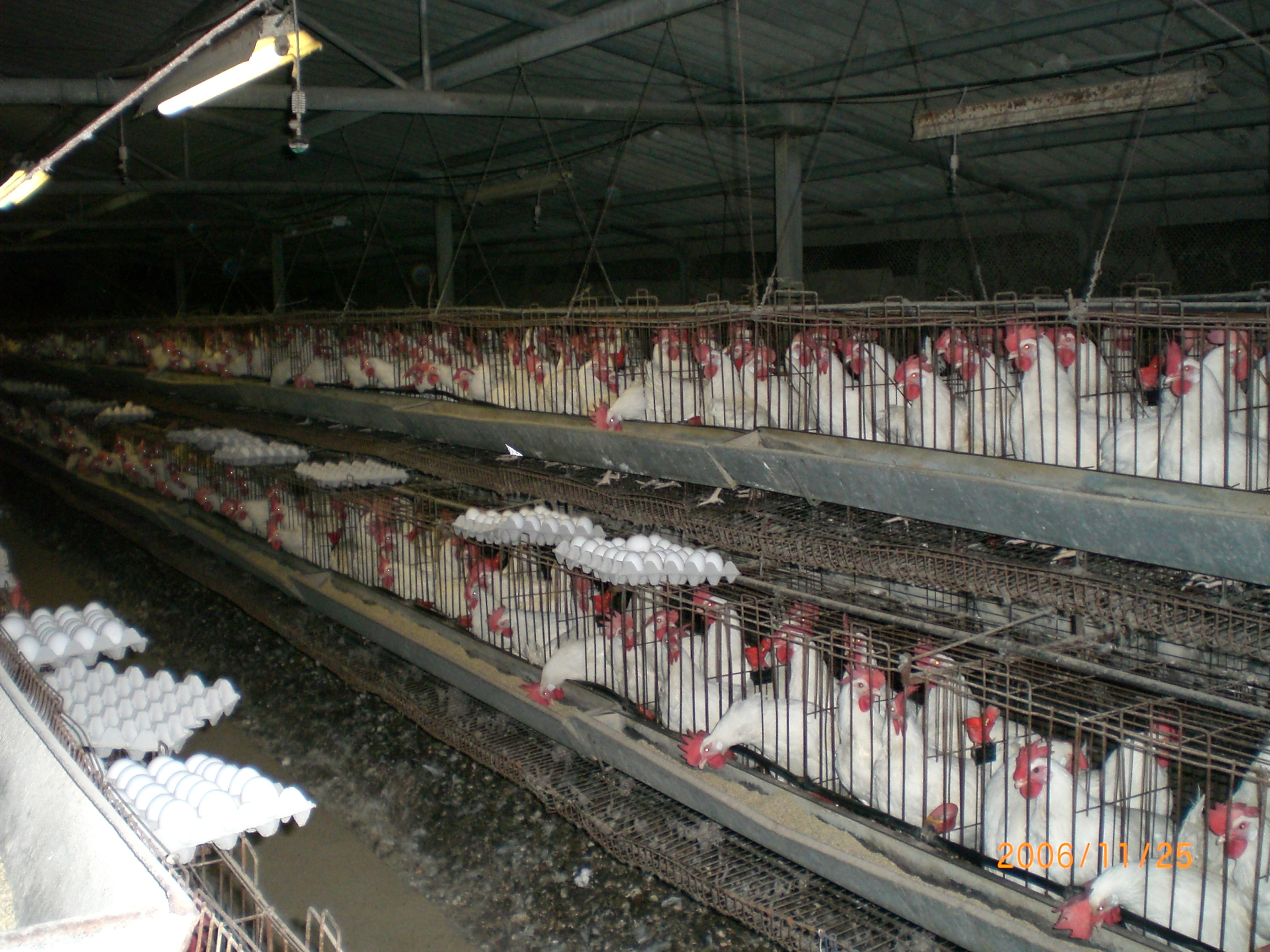
Élevage en batterie industriel de poules pondeuses issues de Leghorn - « type américain ».

### Prédateurs
La poule est la proie de nombreux prédateurs : renard, chien domestique ou errant, fouine, belette, rat, rapaces, etc. Dans un élevage, la seule solution efficace contre la majorité des prédateurs est la clôture électrifiée (en bas et en haut). Les poussins sont des proies encore plus faciles qu'il convient de protéger étroitement au moins les 3 premiers mois.

### Production d'œufs
Grâce au séquençage du génome du coq Bankiva, dernier ancêtre sauvage des poules domestiques, on a trouvé une mutation du récepteur de l'hormone thyréostimuline. Cette mutation a libéré la poule de sa dépendance (pour la reproduction et la ponte) à la durée du cycle jour-nuit. Cette mutation semble dater de plusieurs milliers d'années et elle a permis aux poules domestiques de pondre presque toute l'année, ou toute l'année quand on les éclaire artificiellement.

#### Statistiques de production

##### France
En France,
En 2010 : 
- 43 160 000 poules pondeuses d’œufs de consommation ;
- 8 150 000 poules pondeuses d’œufs à couver ;
- 124 249 000 poulets de chair (y compris coqs et coquelets) ;
- 17 353 000 poulettes ;
- Le nombre moyen de poules par exploitation est de 21 580.

En 2008 : 
- nombre d'œufs de poules de consommation : 11 857 745 000 (près de 12 milliards), dont :
  - 363 077 000 œufs bio (3 % de la production française),
  - 520 573 000 œufs non bio issus d'élevages au sol (soit 4,4 %),
  - 1 135 094 000 œufs non bio, élevages en plein air (9,6 %),
  - 9 839 001 000 œufs non bio, élevages en cage (soit près de 83 % de la production française).

Plus de 80 % de la production française en œufs provenaient d'élevages en batteries.
- Nombre d’œufs de poules à couver: 1 422 674 000
- Âge de mise en place des poulettes : 18 semaines
- Taux de mortalité en période de ponte : entre 5 et 12 %
- Âge d'abattage des poules de ponte : de 68 à 74 semaines[54]

#### Non-marquage et marquage des œufs
En Europe, le marquage des œufs commercialisés pour la consommation humaine est facultatif. Pour les paysans producteurs fermiers, ce droit au non-marquage est soumis :
- à la taille de l'élevage (moins de 250 poules) ;
- au mode de production (traditionnel) ;
- à l'obligatoire diversité des productions présentes au sein de la ferme ;
- au fait caractérisé de vente directe (remise directe du paysan à l'acheteur) ;
- au lieu de cette remise directe (à la ferme).

Certains aspects seront susceptibles d'être vérifiés par la DDT ; d'autres par la DGCCRF.

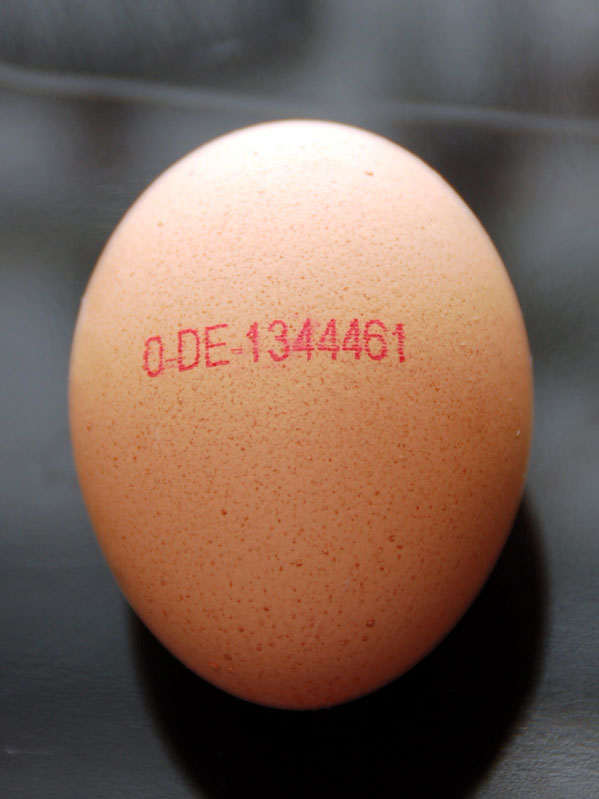
Un œuf issu d'un élevage de plus de 250 poules certifié en agriculture biologique allemande, reconnaissable au premier chiffre, « 0 », suivi de « DE » pour Deutsch.

Pour les autres productions d’œufs (y compris pour des productions incluant la dénomination « Œufs fermiers » sous forme de marque commerciale), le passage par un centre d'emballage agréé et l'impression d'un code sur les coquilles est obligatoire :
- le premier chiffre désigne le mode d’élevage ou la qualité :
  - 0 pour les œufs issus de poules élevées en agriculture biologique certifiée,
  - 1 pour les œufs issus de poules élevées en plein air,
  - 2 pour les œufs issus de poules élevées au sol,
  - 3 pour les œufs issus de poules élevées en cage, ou élevage en batterie ;
- les 2 lettres qui suivent correspondent au code du pays :
  - FR pour la France,
  - BE pour la Belgique,
  - CH pour la Suisse,
  - DE pour l'Allemagne, etc.
- les derniers caractères identifient le numéro du producteur (et donc le lieu de production) et éventuellement, en sus, le numéro du pondoir.

## Maladies
Le poulet est sensible à de nombreuses maladies, dont la grippe aviaire hautement pathogène (H5N1 notamment). Mais aussi la salmonellose, transmissible à l'homme, la coccidiose (maladie liée à la non-propreté du poulailler), qui ne l'est pas, et de nombreux autres virus et parasites mortels.
Tous les poussins issus de l'industrie avicole sont généralement vaccinés dans l’œuf (vaccination In Ovo) ou à la naissance par injection ou vaporisation notamment contre le virus de la bronchite infectieuse aviaire, la maladie de Newcastle, la maladie de Marek, la maladie de Gumboro et la coccidiose.
La vermifugation est recommandée pour lutter contre les vers tels qu'ascaridida et capillaria qui peuvent envahir l'intestin des volailles et les affaiblir. D'autres parasites tels que le pou rouge ou le pou mallophage (ou broyeur) s'attaquent aussi fréquemment aux poules en contact avec les oiseaux sauvages.

## Culture

### Symbolique

#### Symbolisme du coq

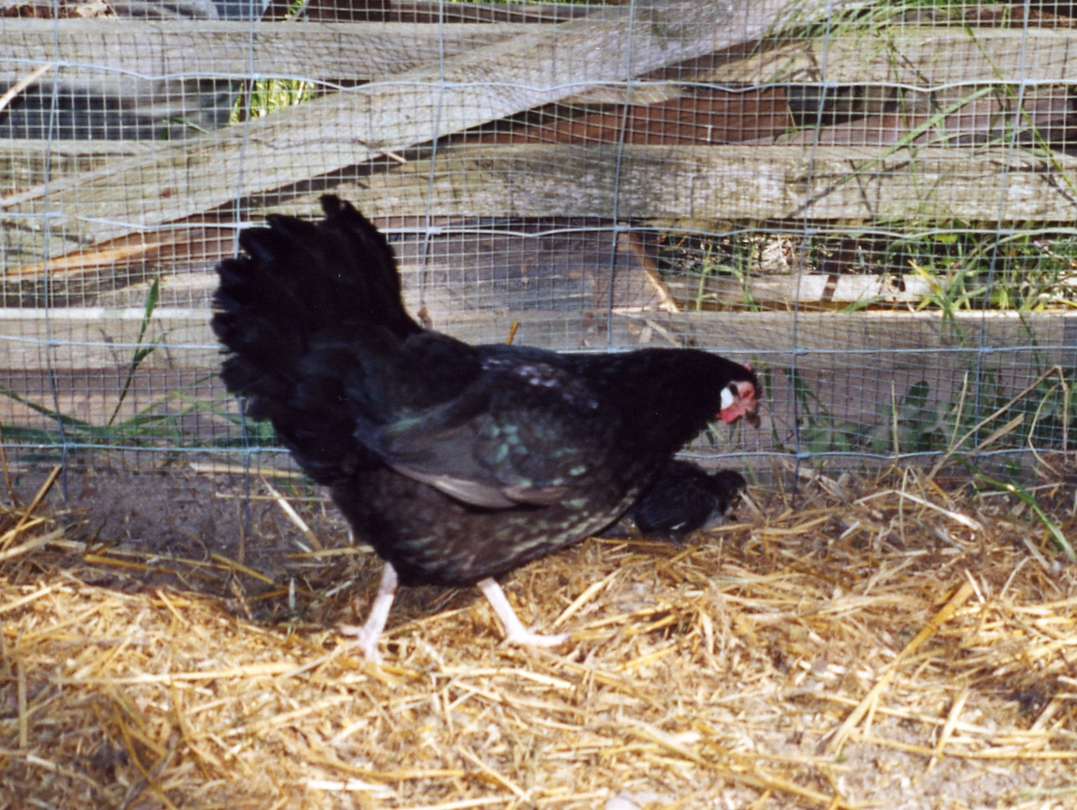
Une poule d'Alsace de l'écomusée d'Ungersheim.

- Dans la symbolique occidentale le coq est associé à la vigueur, au courage, à la vaillance, à la fierté et à la prétention.
- Le terme de coq a donné son nom à cocktail, mélange de boissons de diverses couleurs.
- Le coq est le dixième signe du zodiaque chinois, le seul oiseau de tous les animaux présentés.
- Le coq gaulois est le symbole national de la France. Ceci est dû à un jeu de mots, car coq se disait gallus en latin et la Gaule se disait Gallia. C'est à la Renaissance que le gallinacé, symbole religieux d'espoir et de foi au Moyen Âge, est associé à l'idée de Nation ; les effigies des rois sont souvent accompagnées d'un coq. Ce dernier ornait également des monnaies, des uniformes et il figure toujours sur la grille de l'Élysée. Bien qu'il ne soit plus reconnu comme emblème officiel par la République française, il l'est bel et bien dans l'imaginaire collectif de l'hexagone.
- Le coq est également l'emblème de deux entités fédérées de Belgique : la Communauté française de Belgique et la Région wallonne. Afin de se distinguer du coq français qui est statique, le coq wallon lève une patte. Il est dit « coq hardi ».
- Dans la symbolique chrétienne, le coq est associé au Christ : tel le coq qui annonce une nouvelle journée, le Christ annonce une nouvelle ère.

L'Évangile selon Saint Matthieu indique aussi: Je te le dis en vérité, cette nuit même avant que le coq chante, tu me renieras trois fois (paroles de Jésus à Pierre).
- Dans la symbolique du bouddhisme tibétain, le coq représente l'avidité.
- Au Japon, le coq est lié aux Toriis.

#### Symbolisme de la poule
- Dans la symbolique occidentale, la poule est associée à la fécondité, la maternité et l'instinct maternel. L'origine de cette symbolique réside dans le fait que la poule peut pondre un œuf chaque jour, qu'elle les couve éventuellement avec assiduité et qu'elle porte une très grande attention à ses poussins.

- En France, sauf dans le Grand Est, à Pâques, c'est traditionnellement la poule qui est associée aux œufs dans l'imagerie populaire et non le lapin de Pâques comme dans les pays anglophones ou en Europe centrale[55].
- Monnaie d'échange : En Gascogne au Moyen Âge, on payait les taxes en nature en nombre de poules[56].

### Expressions

#### Expressions avec le mot poule
- Une poule : terme d'argot pour décrire une petite amie, ou, de manière moins polie, une femme peu appréciée.
- Une poule de luxe (péjoratif) : courtisane, maîtresse, femme entretenue.
- Une poule mouillée : individu craintif.
- la poule aux œufs d'or : source de richesse inépuisable et incroyable (d'après la légende d'une poule qui pondait tous les jours un œuf en or). Tuer la poule aux œufs d'or : en référence à La Fontaine, gâcher une fortune à venir pour un profit immédiat.
- Être une mère-poule/Être un papa poule : être très couvant, être des parents excessivement protecteurs.
- Avoir la chair de poule : au propre, horripilation grâce au muscle horripilateur, au figuré, avoir peur (provient de la similitude d'aspect que prend la peau humaine quand elle a froid, avec la peau d'une poule qui vient d'être plumée).
- Avoir la bouche en cul de poule : mimique caractérisée par un arrondissement des lèvres, parfois pour montrer le dédain.
- Quand les poules auront des dents : se dit quand un évènement n'est pas près de se réaliser, par extension : jamais. En Tchèque, l'expression devient Quand le coq pondra des œufs.
- Pied-de-poule : type précis de petit motif géométrique sur des tissages (en plus grand : pied de coq).
- La poule-au-pot : plat à base de poulet cuit à l'eau dans une marmite, et dont le roi Henri IV voulait que chacun puisse profiter au moins une fois par semaine.
- Ça roule, ma poule : Expression paronymique populaire qui dénote une certaine forme d'affection ou d'amitié, et qui signifie tout simplement que tout va bien.
- La poule est la meilleure solution que les œufs ont trouvé pour se reproduire : réponse humoristique à la question de savoir qui de la poule ou de l'œuf a donné naissance à l'autre.
- Un nid-de-poule : trou dans la chaussée, par référence au trou creusé par la poule non pour pondre mais pour se poudrer de sable et éliminer ses parasites[57].
- Cul de poule : récipient hémisphérique utilisé en cuisine.
- En Tchèque, le mot slepice qui signifie poule est couramment utilisé pour désigner les commères qui passent leur temps à médire dans le dos des autres ou à discuter entre elles sur des sujets futiles.
- Être comme une poule qui a trouvé un couteau : perplexe, comme devant un objet dont on ignore l'usage.
- Un Lait de poule : est une boisson à base de lait, de crème, de sucre et de jaune d'œuf.
- Se lever et se coucher avec les poules : se lever tôt et se coucher tôt.
- Une cage à poule : appartement de petite taille, dans un grand ensemble immobilier.

#### Expressions avec poulet, cochet, poulette, cocotte
- Les poulets : surnom courant donné aux policiers.
- Le Cochet, le Chat et le Souriceau: fable de Jean de la Fontaine décrivant la rencontre d'une jeune souris avec un cochet (un coquelet) et un chat.
- Mon poulet, ou ma poulette: termes affectueux désignant un petit enfant.
- En parlant aux petites filles, on utilise souvent le mot cocotte (poule) pour parler affectueusement.
- Au dix-neuvième siècle, le terme cocotte était péjoratif. Il était employé pour décrire une femme entretenue ou considérée comme prostituée. Lors du mariage entre Napoléon III et Eugénie de  Montijo, Victor Hugo a ainsi écrit: l'Aigle a épousé une cocotte.

Expressions autour de l'action de la poule
- Couver quelque chose: tomber malade, préparer insidieusement une maladie, se sentir patraque.

### Les gallinacés dans la culture

#### Contes et légendes
- Créés par Jean de La Fontaine : La poule aux œufs d'or, Le Cochet, le Chat et le Souriceau, Le Coq et la Perle, Le Coq et le Renard.

#### Poules de fiction

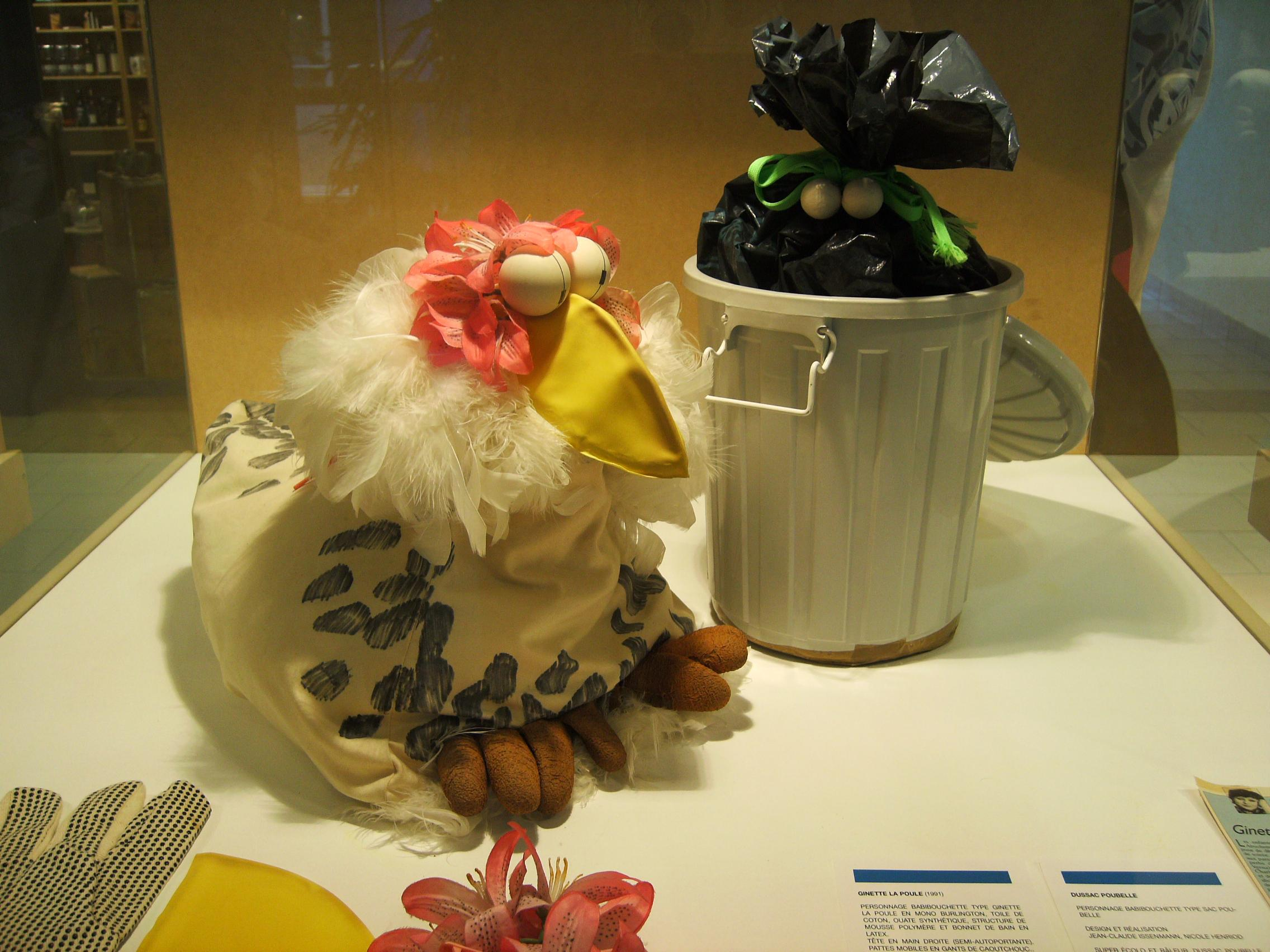
Ginette la Poule, dans les Babibouchettes.

- Carméla : une poule des livres de la série Les P'tites Poules
- Clara Cluck, une poule d'âge moyen de l'univers de Mickey Mouse créé par les studios Disney en 1933.
- Ginette la Poule, marionnette de l'ancienne émission de la Télévision suisse romande, les Babibouchettes.
- Ginger, l'héroïne du film d'animation Chicken Run
- Poulette, la poule de Sylvain et Sylvette
- Les poulets zombies de Poultrygeist: Night of the Chicken Dead

#### Jeux
- Poule ou coq était un jeu enfantin, qui consistait à parier sur sa forme finale avant de dénuder une tige de graminée d'un coup sec.
- Poule renard vipère est un jeu collectif par équipes. Le but des renards est d'attraper les poules, celui des poules de manger les vipères et les vipères doivent attraper les renards.

#### Livres
- La Petite Poule rousse, livre pour enfants de Pierre Delye et Cécile Hudrisier. Ed. Didier Jeunesse, 2007.
- Les P'tites Poules est une série de livres pour les enfants écrite par Christian Jolibois et Christian Heinrich et publiée aux éditions Pocket Jeunesse.
- La Petite Poule rousse, un conte traditionnel russe.
- Poulerousse, une histoire de Lida parue dans les Albums du père Castor en 1949.

- La Petite Poule d'eau, roman de Gabrielle Roy, 1950

#### Films d'animation
- Une petite poule avisée (The Wise Little Hen) est un court métrage d'animation de la série Silly Symphonies réalisé par les studios Disney, sorti au cinéma le 9 juin 1934. Il marque la première apparition de Donald Duck.
- La Poule aux œufs d'or est un court métrage d'animation américain de la série des Donald Duck, sorti le 7 mars 1941 réalisé par les studios Disney.
- Chicken Run (Poulets en fuite) est un film d'animation réalisé par les studios Aardman Animations en 2000. Une suite, Chicken Run : La Menace nuggets, est parue en 2023.
- Robot Chicken, série d'animation satirique américaine.

#### Arts
Musique :
- Jean-Philippe Rameau a composé un célèbre morceau pour piano intitulé La Poule, publié dans son Troisième livre de pièces de clavecin (« Nouvelles suites »), parmi les suites en Sol (1728).
- Modeste Moussorgski est pour sa part l'auteur de La Cabane de Baba-Yaga sur des pattes de poule, 9e « tableau » des Tableaux d'une exposition, d'après la toilé éponyme de Victor Hartmann (1874).

Sculpture :
- La Poule et ses poussins (sculpture, 1865) et Poule (bronze, 1868). Deux œuvres de Louis Théophile Hingre

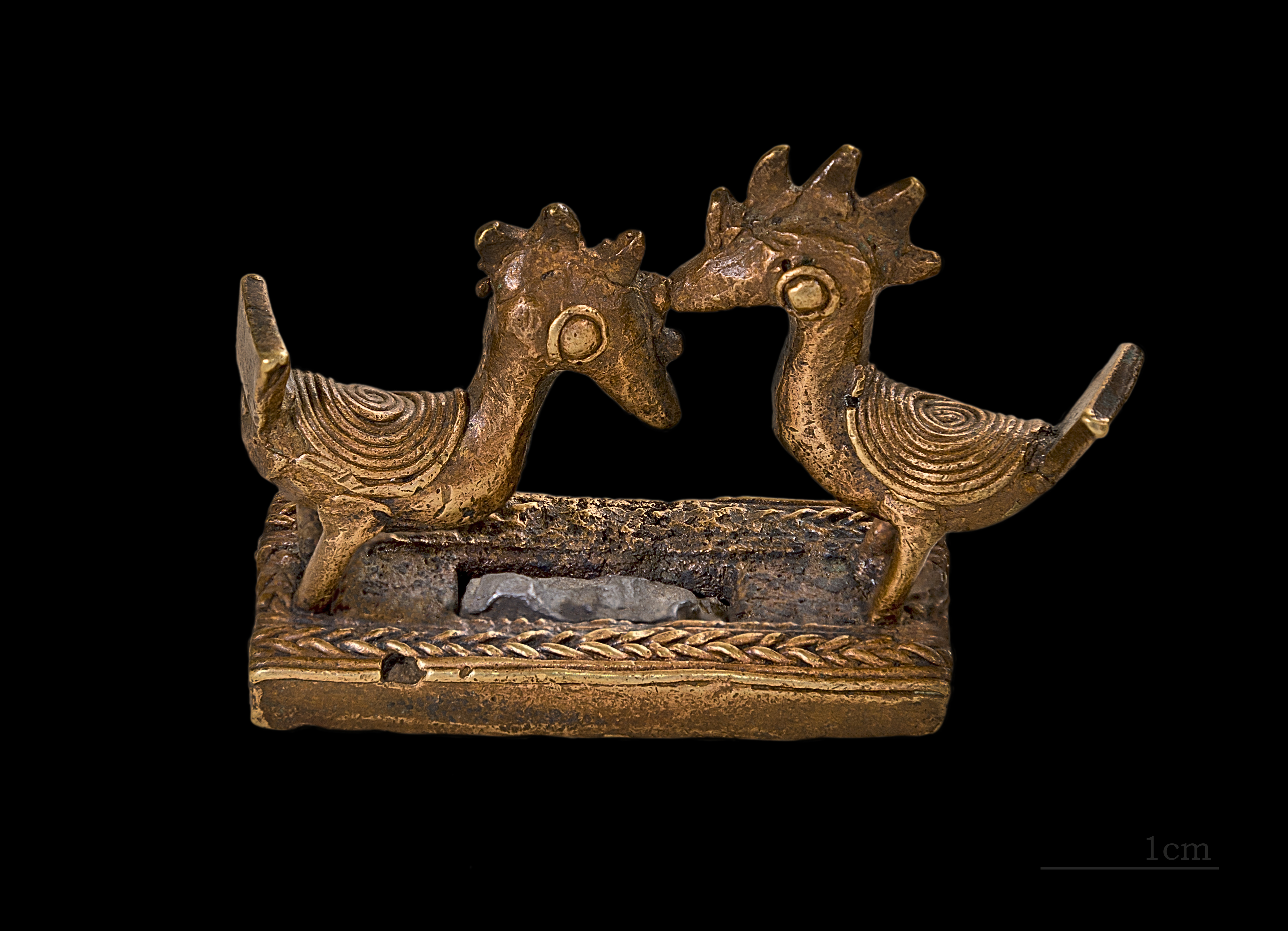
Deux poules – Poids à peser la poudre d’or. Culture Akan du XIXe MHNT

Objets :
- La poule couveuse est une forme souvent reprise pour la fabrication de soupières ou de terrines dont une corbeille forme le récipient et la poule le couvercle.

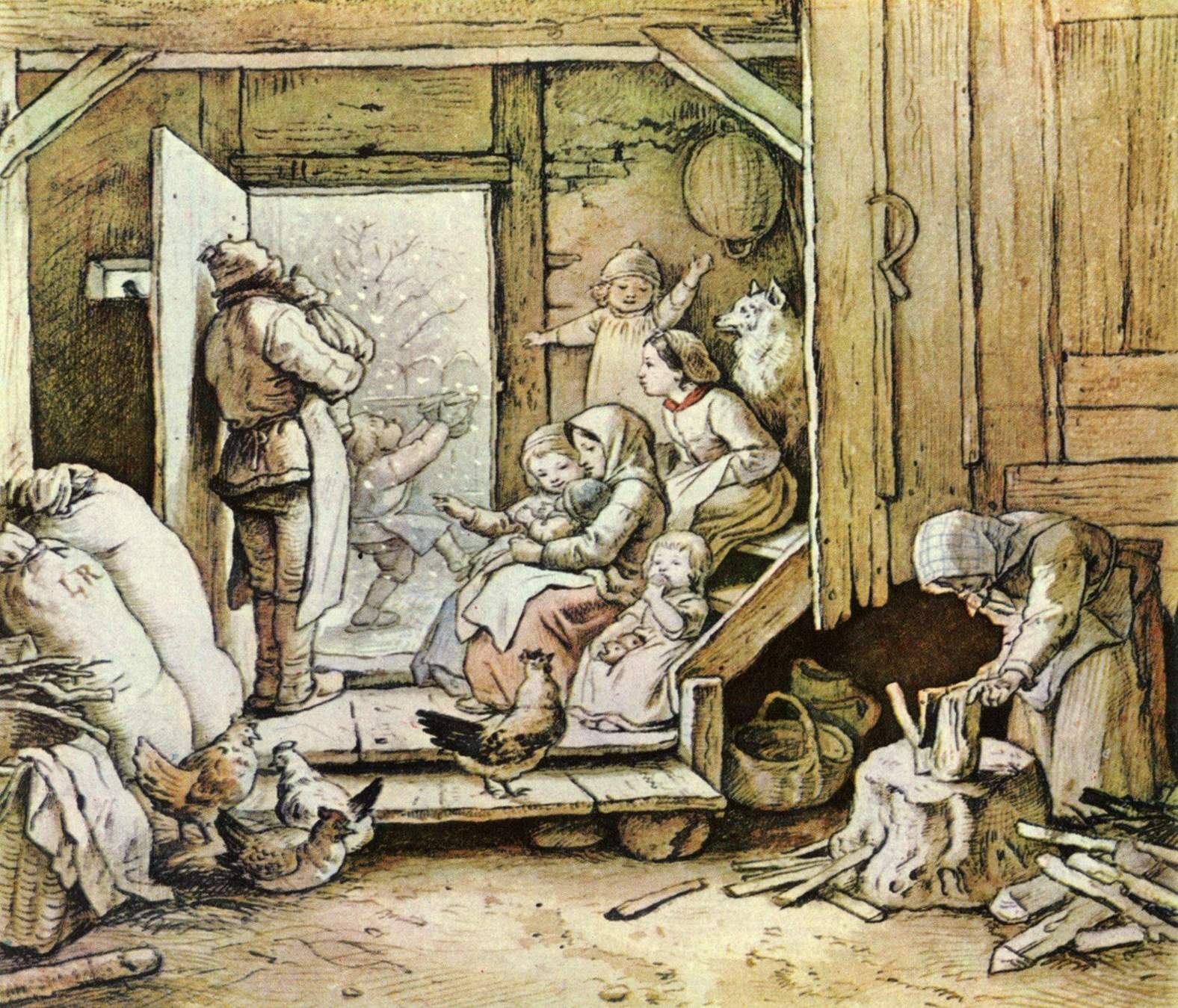
Der erste Schnee, par Ludwig Richter, 1840.
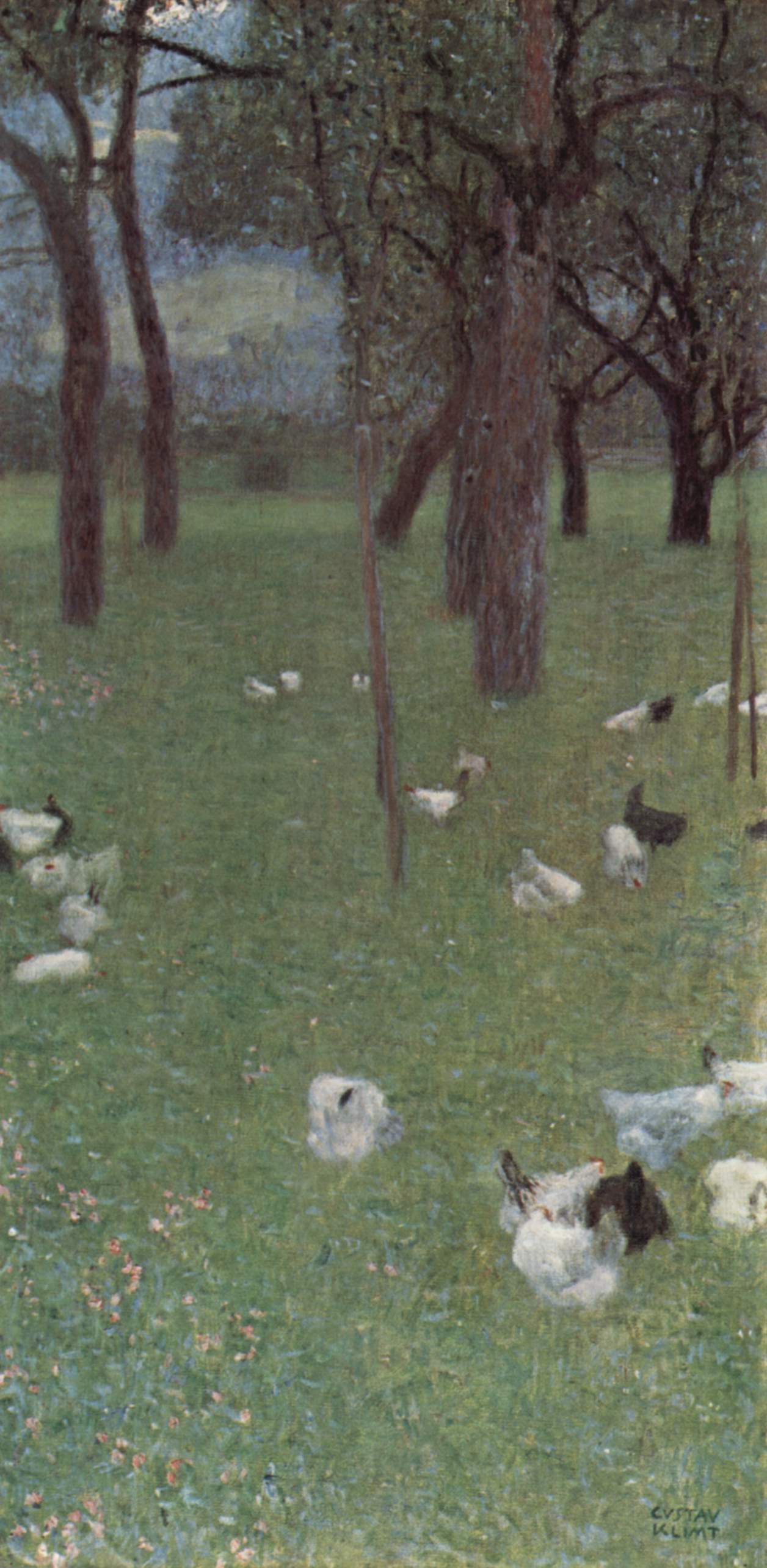
Gustav Klimt : Garten mit Hühnern in St. Agatha, 1899.
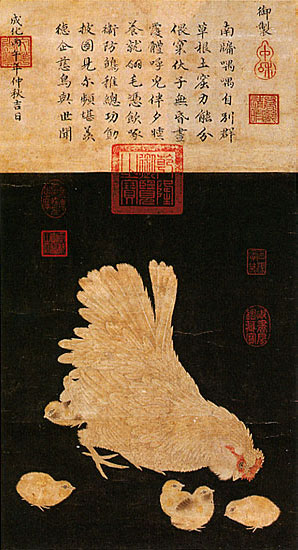
Poule et poussins, par un artiste chinois anonyme de la Dynastie Song (960–1279).

#### Utilisation culinaire
- Bouillon de poule
- Poularde farcie
- Poule au blanc
- La poule au pot : plat à base de poulet cuit à l'eau dans une marmite, et dont le roi Henri IV voulait que chacun puisse profiter au moins une fois par semaine.
- Poule au riz

### Autres
- Pourquoi le poulet a-t-il traversé la route ?
- Paradoxe de l'œuf et de la poule
- Mike le poulet sans tête